# Elvis Presley/Diskografie
Diese Diskografie ist eine Übersicht über die musikalischen Werke von Elvis Presley. Der US-amerikanische Rock-’n’-Roll-Sänger hat in den 23 Jahren seiner Karriere (1954 bis 1977) 711 verschiedene Songs veröffentlicht, die auf etwa 60 Originalalben, 29 Extended Plays und einer kaum zu überblickenden Anzahl an Greatest-Hits-, Budget- sowie Lizenzveröffentlichungen von Fremdfirmen erschienen. Zusätzlich zu den 711 Master Records, die zu Presleys Lebzeiten veröffentlicht wurden, gibt es noch 103 rare recordings, so dass die Gesamtzahl 814 beträgt.
Die folgende Diskografie beschränkt sich auf Veröffentlichungen in Europa (genauer in Deutschland, Österreich, der Schweiz und Großbritannien) sowie in den USA, dort auch in den Country-, Rhythm-&-Blues- und Adult-Contemporary-Charts. Die Chartwochen für die US-Genrecharts sind teilweise erst ab Januar 1984 verfügbar (Country) bzw. unvollständig (A. C.). Es werden nur die Singles und Alben gelistet, die Chartplatzierungen erreicht haben. Dies ist demnach keine vollständige Veröffentlichungsliste von Elvis Presley. Allgemeine Informationen zu Elvis Presleys Charterfolgen und Auszeichnungen siehe unter dem Abschnitt „Erfolge“ im Artikel Elvis Presley. Den Quellenangaben zufolge hat er bisher zwischen 500 Millionen und einer Milliarde Tonträger verkauft, davon alleine in seiner Heimat über 195,2 Millionen, damit gehört er zu den erfolgreichsten Musikern aller Zeiten. Seine erfolgreichste Veröffentlichung ist das Album Elvis’ Christmas Album mit über 20 Millionen verkauften Einheiten.

## Alben

### Studioalben
| Jahr | Titel Musiklabel Katalog-Nr.                                          | Höchstplatzierung, Gesamtwochen/‑monate, AuszeichnungChartplatzierungen (Jahr, Titel, Musiklabel Katalog-Nr., Platzierungen, Wochen/Monate, Auszeichnungen, Anmerkungen) | Höchstplatzierung, Gesamtwochen/‑monate, AuszeichnungChartplatzierungen (Jahr, Titel, Musiklabel Katalog-Nr., Platzierungen, Wochen/Monate, Auszeichnungen, Anmerkungen) | Höchstplatzierung, Gesamtwochen/‑monate, AuszeichnungChartplatzierungen (Jahr, Titel, Musiklabel Katalog-Nr., Platzierungen, Wochen/Monate, Auszeichnungen, Anmerkungen) | Höchstplatzierung, Gesamtwochen/‑monate, AuszeichnungChartplatzierungen (Jahr, Titel, Musiklabel Katalog-Nr., Platzierungen, Wochen/Monate, Auszeichnungen, Anmerkungen) | Höchstplatzierung, Gesamtwochen/‑monate, AuszeichnungChartplatzierungen (Jahr, Titel, Musiklabel Katalog-Nr., Platzierungen, Wochen/Monate, Auszeichnungen, Anmerkungen) | Höchstplatzierung, Gesamtwochen/‑monate, AuszeichnungChartplatzierungen (Jahr, Titel, Musiklabel Katalog-Nr., Platzierungen, Wochen/Monate, Auszeichnungen, Anmerkungen) | Anmerkungen |
| Jahr | Titel Musiklabel Katalog-Nr.                                          | DE | AT | CH | UK | US | Country | Anmerkungen |
| ---- | --------------------------------------------------------------------- | --- | --- | --- | --- | --- | --- | --- |
| 1956 | Elvis Presley / Rock ’n’ Roll (nur UK) RCA Victor LPM-1254            | — | — | — | UK1 Silber · (20 Wo.)UK | US1 Platin · (48 Wo.)US | — | Erstveröffentlichung: 23. März 1956; 1959 in UK erneut auf Platz 4, 1972 erneut auf Platz 34 Platz 56 der Rolling-Stone-500 |
| 1956 | Elvis / Rock ’n’ Roll No. 2 (nur UK) RCA Victor LPM-1382              | DE31 (5 Mt.)DE | — | — | UK3 (20 Wo.)UK | US1 (32 Wo.)US | — | Erstveröffentlichung: 19. Oktober 1956 (nicht mit dem gleichnamigen Album von 1973 zu verwechseln) in DE erst 1965 platziert; 1963 in UK erneut auf Platz 3 |
| 1957 | Elvis’ Christmas Album RCA Victor LOC-1035                            | DE43 (4 Wo.)DE | AT41 (3 Wo.)AT | CH14 (4 Wo.)CH | UK2 (13 Wo.)UK | US1 ×3Dreifachplatin + Diamant · (17 Wo.)US | Country7 (… Wo.)Country | Erstveröffentlichung: 15. Oktober 1957; 1971 in UK erneut auf Platz 7; in US von 1960 bis 1985 mehrfach erneut in den Charts; in DE erst 2021, in AT und CH erst 2022 in den Charts; in den Country-Charts erst 2024 in den Charts Original 1957: 3× Platin, Version 1970: Diamant |
| 1960 | Elvis Is Back! RCA Victor LSP-2231                                    | — | — | — | UK1 (27 Wo.)UK | US2 Gold · (57 Wo.)US | — | Erstveröffentlichung: 8. April 1960 |
| 1960 | His Hand in Mine RCA Victor LSP-2328                                  | — | — | — | UK3 (25 Wo.)UK | US13 Platin · (20 Wo.)US | Country7 (26 Wo.)Country | Erstveröffentlichung: 10. November 1960 in den US-Country-Charts erst 1977 platziert |
| 1961 | Something for Everybody RCA Victor LSP-2370                           | — | — | — | UK2 (18 Wo.)UK | US1 Gold · (25 Wo.)US | — | Erstveröffentlichung: 17. Juni 1961 |
| 1962 | Pot Luck RCA Victor LSP-2523                                          | DE7 (4 Mt.)DE | — | — | UK1 (25 Wo.)UK | US4 (31 Wo.)US | — | Erstveröffentlichung: 5. Juni 1962 |
| 1967 | How Great Thou Art RCA Victor LSP-3758                                | — | — | — | UK11 (14 Wo.)UK | US18 ×3Dreifachplatin · (29 Wo.)US | Country7 (28 Wo.)Country | Erstveröffentlichung: 27. Februar 1967 in den US-Country-Charts erst 1977 platziert |
| 1969 | Elvis Sings Flaming Star RCA Camden CAK-2304                          | — | — | — | UK2 (14 Wo.)UK | US96 Platin · (16 Wo.)US | — | Erstveröffentlichung: März 1969 |
| 1969 | From Elvis in Memphis RCA Victor LSP-4155                             | DE14 (4 Mt.)DE | — | — | UK1 (14 Wo.)UK | US13 Gold · (34 Wo.)US | Country2 (34 Wo.)Country | Erstveröffentlichung: 17. Juni 1969 Platz 190 der Rolling-Stone-500 |
| 1970 | Let’s Be Friends RCA Camden CAS-2408                                  | — | — | — | — | US105 Platin · (11 Wo.)US | — | Erstveröffentlichung: April 1970 |
| 1970 | Almost in Love RCA International INTS 1206 (UK)                       | — | — | — | UK38 (2 Wo.)UK | US65 Platin · (18 Wo.)US | — | Erstveröffentlichung: November 1970 |
| 1970 | Back in Memphis RCA LSP-4429                                          | — | — | — | — | US183 (3 Wo.)US | — | Erstveröffentlichung: November 1970 identisch mit der zweiten LP des Doppelalbums From Memphis to Vegas / From Vegas to Memphis (RCA Victor LSP-6020) |
| 1971 | Elvis Country (I’m 10,000 Years Old) RCA Victor LSP-4460              | — | — | — | UK6 (9 Wo.)UK | US12 Gold · (21 Wo.)US | Country6 (26 Wo.)Country | Erstveröffentlichung: 2. Januar 1971 |
| 1971 | Love Letters from Elvis RCA Victor LSP-4530                           | — | — | — | UK7 (5 Wo.)UK | US33 (15 Wo.)US | Country12 (12 Wo.)Country | Erstveröffentlichung: 16. Juni 1971 |
| 1971 | Elvis Sings the Wonderful World of Christmas RCA Victor LSP-4579      | — | — | — | — | US— ×3DreifachplatinUS | Country13 (7 Wo.)Country | Erstveröffentlichung: 20. Oktober 1971; 1972 und 1973 Platz 1 der US-Christmas-Charts in den US-Country-Charts erst 1978 platziert |
| 1972 | Elvis Now RCA Victor LSP-4671                                         | — | — | — | UK12 (8 Wo.)UK | US43 Gold · (19 Wo.)US | Country45 (2 Wo.)Country | Erstveröffentlichung: 20. Februar 1972 |
| 1972 | He Touched Me RCA Victor LSP-4690                                     | — | — | — | UK38 (3 Wo.)UK | US79 Platin · (10 Wo.)US | Country32 (6 Wo.)Country | Erstveröffentlichung: April 1972 Grammy (Gospel/Inspirational) |
| 1973 | Elvis RCA Victor APL1-0283                                            | — | — | — | UK16 (4 Wo.)UK | US52 ×5Fünffachplatin · (13 Wo.)US | Country8 (14 Wo.)Country | Erstveröffentlichung: Juli 1973 nicht mit dem gleichnamigen Album von 1956 zu verwechseln |
| 1973 | Raised on Rock / For Ol’ Times Sake RCA Victor APL1-0388              | — | — | — | — | US50 (13 Wo.)US | — | Erstveröffentlichung: 1. Oktober 1973 |
| 1974 | Good Times RCA Victor APL1-0475                                       | — | — | — | UK42 (1 Wo.)UK | US90 (8 Wo.)US | Country5 (14 Wo.)Country | Erstveröffentlichung: 20. März 1974 |
| 1975 | Promised Land RCA Victor APL1-0873                                    | — | — | — | UK21 (4 Wo.)UK | US47 (12 Wo.)US | Country1 (25 Wo.)Country | Erstveröffentlichung: 8. Januar 1975 |
| 1975 | Today RCA Victor APL1-1039                                            | — | — | — | UK48 Silber · (3 Wo.)UK | US57 (13 Wo.)US | Country4 (37 Wo.)Country | Erstveröffentlichung: 7. Mai 1975 |
| 1976 | From Elvis Presley Boulevard, Memphis, Tennessee RCA Victor APL1-1506 | — | — | — | UK29 (5 Wo.)UK | US41 Gold · (17 Wo.)US | Country1 (27 Wo.)Country | Erstveröffentlichung: 1. Mai 1976 1977 in UK erneut auf Platz 38 |
| 1977 | Moody Blue RCA Victor AFL1-2428                                       | DE19 (2 Mt.)DE | AT20 (1 Mt.)AT | — | UK3 (15 Wo.)UK | US3 ×2Doppelplatin · (31 Wo.)US | Country1 (41 Wo.)Country | Erstveröffentlichung: 19. Juli 1977 |

grau schraffiert: keine Chartdaten aus diesem Jahr verfügbar

### Livealben
| Jahr | Titel Musiklabel Katalog-Nr.                                               | Höchstplatzierung, Gesamtwochen/‑monate, AuszeichnungChartplatzierungen (Jahr, Titel, Musiklabel Katalog-Nr., Platzierungen, Wochen/Monate, Auszeichnungen, Anmerkungen) | Höchstplatzierung, Gesamtwochen/‑monate, AuszeichnungChartplatzierungen (Jahr, Titel, Musiklabel Katalog-Nr., Platzierungen, Wochen/Monate, Auszeichnungen, Anmerkungen) | Höchstplatzierung, Gesamtwochen/‑monate, AuszeichnungChartplatzierungen (Jahr, Titel, Musiklabel Katalog-Nr., Platzierungen, Wochen/Monate, Auszeichnungen, Anmerkungen) | Höchstplatzierung, Gesamtwochen/‑monate, AuszeichnungChartplatzierungen (Jahr, Titel, Musiklabel Katalog-Nr., Platzierungen, Wochen/Monate, Auszeichnungen, Anmerkungen) | Höchstplatzierung, Gesamtwochen/‑monate, AuszeichnungChartplatzierungen (Jahr, Titel, Musiklabel Katalog-Nr., Platzierungen, Wochen/Monate, Auszeichnungen, Anmerkungen) | Höchstplatzierung, Gesamtwochen/‑monate, AuszeichnungChartplatzierungen (Jahr, Titel, Musiklabel Katalog-Nr., Platzierungen, Wochen/Monate, Auszeichnungen, Anmerkungen) | Anmerkungen |
| Jahr | Titel Musiklabel Katalog-Nr.                                               | DE | AT | CH | UK | US | Country | Anmerkungen |
| ---- | -------------------------------------------------------------------------- | --- | --- | --- | --- | --- | --- | --- |
| 1969 | From Memphis to Vegas / From Vegas to Memphis RCA Victor LSP-6020          | DE37 (3 Mt.)DE | — | — | UK3 (15 Wo.)UK | US12 Gold · (24 Wo.)US | Country5 (22 Wo.)Country | Erstveröffentlichung: 14. Oktober 1969; Doppelalbum: From Memphis to Vegas vom Auftritt im International Hotel in Las Vegas im August 1969, From Vegas to Memphis ist identisch mit dem Studioalbum From Elvis Back in Memphis (RCA LSP-4429) |
| 1970 | On Stage RCA Victor LSP-4362                                               | — | — | — | UK2 (18 Wo.)UK | US13 Platin · (20 Wo.)US | Country13 (32 Wo.)Country | Erstveröffentlichung: Juni 1970, vom Auftritt im International Hotel in Las Vegas im Februar 1970 |
| 1972 | Elvis: As Recorded at Madison Square Garden RCA Victor LSP-4776            | — | — | — | UK3 (20 Wo.)UK | US11 ×3Dreifachplatin · (34 Wo.)US | Country22 (19 Wo.)Country | Erstveröffentlichung: 18. Juni 1972, vom Auftritt am 10. Juni in New York; 1977 in UK erneut auf Platz 26 |
| 1973 | Aloha from Hawaii via Satellite RCA Victor VPSX-6089                       | DE38 (1 Mt.)DE | AT58 (1 Wo.)AT | CH10 (1 Wo.)CH | UK11 Silber · (10 Wo.)UK | US1 ×5Fünffachplatin · (52 Wo.)US | Country1 (31 Wo.)Country | Erstveröffentlichung: 4. Februar 1973, von der TV-Show am 14. Januar im Honolulu International Center; 1978 in UK erneut auf Platz 35; in CH erst 2023 platziert                                                                              |
| 1974 | Elvis Recorded Live on Stage in Memphis RCA Victor APL1-0606               | — | — | — | UK44 (1 Wo.)UK | US33 Gold · (13 Wo.)US | Country2 (21 Wo.)Country | Erstveröffentlichung: 7. Juli 1974, vom Auftritt am 20. März des Jahres im Mid-South Coliseum in Memphis |
| 1974 | Having Fun with Elvis on Stage RCA Victor APM1-0818                        | — | — | — | — | US130 (7 Wo.)US | Country9 (11 Wo.)Country | Erstveröffentlichung: Oktober 1974, das Album enthält nur Livemitschnitte von Hintergrundmusik und von seinen Witzen während mehrerer Liveauftritte                                                                                           |
| 1977 | Elvis in Concert RCA Victor APL2-2587                                      | — | — | — | UK13 (10 Wo.)UK | US5 ×3Dreifachplatin · (18 Wo.)US | Country1 (31 Wo.)Country | Erstveröffentlichung: 3. Oktober 1977, Aufnahmen von den letzten Auftritten von Elvis im Juni 1977 aus einer TV-Dokumentation der CBS |
| 1997 | An Afternoon in the Garden BMG 07863-67457-2                               | — | — | — | — | US85 Gold · (48 Wo.)US | — | Erstveröffentlichung: 25. März 1997 in US erst 2011 platziert |
| 2012 | Elvis: Prince from Another Planet Sony 88691-95388-2                       | DE84 (1 Wo.)DE | AT62 (1 Wo.)AT | — | UK74 (1 Wo.)UK | US187 (1 Wo.)US | — | Erstveröffentlichung: 9. November 2012, von den Auftritten am 10. Juni 1972 im Madison Square Garden in New York |
| 2014 | Elvis Recorded Live on Stage in Memphis – Legacy Edition RCA 88843-01797-2 | — | AT72 (1 Wo.)AT | CH73 (1 Wo.)CH | UK74 (1 Wo.)UK | US185 (1 Wo.)US | — | Erstveröffentlichung: 14. März 2014, Doppel-CD, erweiterte Version des Albums von 1974 plus Aufnahmen vom Livekonzert im Coliseum in Richmond vom 18. März 1974 plus fünf Aufnahmen des RCA Rehearsals vom August 1974                        |
| 2019 | Live 1969                                                                  | DE19 (1 Wo.)DE | AT42 (1 Wo.)AT | CH43 (2 Wo.)CH | — | — | — | Erstveröffentlichung: 9. August 2019 aufgenommen am 26. August 1969 im International Hotel in Las Vegas |
| 2022 | Like A Black Tornado – Live At Boston Garden 1971                          | — | — | CH76 (1 Wo.)CH | — | — | — | Erstveröffentlichung: 4. Februar 2022 |
| 2023 | Elvis on Tour                                                              | DE53 (1 Wo.)DE | — | CH27 (1 Wo.)CH | — | — | — | Erstveröffentlichung: 27. Januar 2023 |
| 2023 | Live 1972                                                                  | DE88 (1 Wo.)DE | — | CH93 (1 Wo.)CH | — | — | — | Erstveröffentlichung: 24. März 2023 |
| 2024 | At 3:AM Sahara Tahoe - Lake Tahoe 1973                                     | — | — | CH66 (1 Wo.)CH | — | — | — | Erstveröffentlichung: 23. Februar 2024 aufgenommen am 12. Mai 1973 im Sahara Tahoe in Stateline, Nevada |
| 2024 | Las Vegas Hilton Presents Elvis On Stage February 1973                     | — | — | CH94 (1 Wo.)CH | — | — | — | Erstveröffentlichung: 21. Juni 2024 aufgenommen am 3. Februar 1973 im Las Vegas Hilton |
| 2025 | Live at the Houston Astrodome 1974                                         | — | — | CH55 (1 Wo.)CH | — | — | — | Erstveröffentlichung: 23. Mai 2025 |

grau schraffiert: keine Chartdaten aus diesem Jahr verfügbar

### Kompilationen
| Jahr | Titel Musiklabel Katalog-Nr.                                                                    | Höchstplatzierung, Gesamtwochen/‑monate, AuszeichnungChartplatzierungen (Jahr, Titel, Musiklabel Katalog-Nr., Platzierungen, Wochen/Monate, Auszeichnungen, Anmerkungen) | Höchstplatzierung, Gesamtwochen/‑monate, AuszeichnungChartplatzierungen (Jahr, Titel, Musiklabel Katalog-Nr., Platzierungen, Wochen/Monate, Auszeichnungen, Anmerkungen) | Höchstplatzierung, Gesamtwochen/‑monate, AuszeichnungChartplatzierungen (Jahr, Titel, Musiklabel Katalog-Nr., Platzierungen, Wochen/Monate, Auszeichnungen, Anmerkungen) | Höchstplatzierung, Gesamtwochen/‑monate, AuszeichnungChartplatzierungen (Jahr, Titel, Musiklabel Katalog-Nr., Platzierungen, Wochen/Monate, Auszeichnungen, Anmerkungen) | Höchstplatzierung, Gesamtwochen/‑monate, AuszeichnungChartplatzierungen (Jahr, Titel, Musiklabel Katalog-Nr., Platzierungen, Wochen/Monate, Auszeichnungen, Anmerkungen) | Höchstplatzierung, Gesamtwochen/‑monate, AuszeichnungChartplatzierungen (Jahr, Titel, Musiklabel Katalog-Nr., Platzierungen, Wochen/Monate, Auszeichnungen, Anmerkungen) | Anmerkungen |
| Jahr | Titel Musiklabel Katalog-Nr.                                                                    | DE | AT | CH | UK | US | Country | Anmerkungen |
| ---- | ----------------------------------------------------------------------------------------------- | --- | --- | --- | --- | --- | --- | --- |
| 1957 | Best of Elvis HMV DLP 1159 (UK)                                                                 | — | — | — | UK3 (7 Wo.)UK | — | — | Erstveröffentlichung: 1957 |
| 1958 | Elvis’ Golden Records RCA Victor LPM-1707                                                       | — | — | — | UK2 Silber · (60 Wo.)UK | US3 ×6Sechsfachplatin · (74 Wo.)US | Country50 (1 Wo.)Country | Erstveröffentlichung: 21. März 1958; in UK 1960 bis 1964 mehrfach erneut in den Charts (Höchstposition 7), 1970 auf Platz 34, 1977 auf Platz 21; Platzierung in den Country-Charts erst 2023                                                                                                  |
| 1959 | For LP Fans Only RCA Victor LPM-1990                                                            | — | — | — | — | US19 (8 Wo.)US | — | Erstveröffentlichung: 6. Februar 1959 |
| 1959 | A Date with Elvis RCA Victor LPM-2011                                                           | — | — | — | UK4 (15 Wo.)UK | US32 (8 Wo.)US | — | Erstveröffentlichung: 24. Juli 1959 |
| 1960 | Elvis’ Gold Records – Volume 2 (50,000,000 Elvis Fans Can’t Be Wrong) RCA Victor LPM-2075       | — | — | — | UK4 (24 Wo.)UK | US31 Platin · (6 Wo.)US | — | Erstveröffentlichung: 13. November 1959; 1962 in UK erneut auf Platz 17, 1977 erneut auf Platz 27 |
| 1963 | Elvis’ Golden Records – Volume 3 RCA Victor LSP-2765                                            | — | — | — | UK6 (15 Wo.)UK | US3 Platin · (63 Wo.)US | — | Erstveröffentlichung: 11. August 1963 1977 in UK erneut auf Platz 49 |
| 1965 | Flaming Star and Summer Kisses RCA Victor RD 7723 (UK)                                          | — | — | — | UK11 (4 Wo.)UK | — | — | Erstveröffentlichung: 1965 |
| 1965 | Elvis for Everyone! RCA Victor LSP-3450                                                         | — | — | — | UK8 (9 Wo.)UK | US10 (27 Wo.)US | — | Erstveröffentlichung: 10. August 1965 1972 in UK erneut auf Platz 48 |
| 1968 | Elvis’ Gold Records – Volume 4 RCA Victor LSP-3921                                              | — | — | — | — | US33 Gold · (22 Wo.)US | — | Erstveröffentlichung: 2. Januar 1968 |
| 1970 | Worldwide 50 Gold Award Hits Vol. 1 RCA Victor LPM-6401                                         | DE72 (1 Wo.)DE | — | — | UK49 (2 Wo.)UK | US45 ×2Doppelplatin · (36 Wo.)US | Country25 (17 Wo.)Country | Erstveröffentlichung: August 1970 Albumbox (50 Titel) |
| 1971 | C’mon Everybody RCA Camden CAL-2518                                                             | — | — | — | UK5 (21 Wo.)UK | US70 Gold · (11 Wo.)US | — | Erstveröffentlichung: Juli 1971 |
| 1971 | The Other Sides – Elvis Worldwide Gold Award Hits Vol. 2 RCA Victor LPM-6402                    | — | — | — | — | US120 Gold · (7 Wo.)US | — | Erstveröffentlichung: August 1971 Albumbox (50 Titel) |
| 1971 | You’ll Never Walk Alone RCA Camden CAL-2472                                                     | — | — | — | UK20 (4 Wo.)UK | US69 ×3Dreifachplatin · (12 Wo.)US | — | Erstveröffentlichung: 22. März 1971 |
| 1971 | I Got Lucky RCA Camden CAL-2533                                                                 | — | — | — | UK26 Gold · (3 Wo.)UK | US104 Platin · (8 Wo.)US | — | Erstveröffentlichung: Oktober 1971 |
| 1972 | Elvis Sings Hits from His Movies, Volume 1 RCA Camden CAS-2567                                  | — | — | — | — | US87 Platin · (15 Wo.)US | — | Erstveröffentlichung: Juni 1972 |
| 1972 | Burning Love and Hits from His Movies, Volume 2 RCA Camden CAS-2595                             | — | — | — | — | US22 ×2Doppelplatin · (25 Wo.)US | Country10 (18 Wo.)Country | Erstveröffentlichung: 1. November 1972 |
| 1973 | Separate Ways RCA Camden CAS-2611                                                               | — | — | — | UK— GoldUK | US46 Platin · (18 Wo.)US | Country12 (10 Wo.)Country | Erstveröffentlichung: Januar 1973 |
| 1973 | A Portrait in Music RCA Victor 558 (UK & DE)                                                    | DE9 (3½ Mt.)DE | AT19 (2 Mt.)AT | — | UK36 (1 Wo.)UK | — | — | Erstveröffentlichung: 1. Januar 1973 in DE und AT erst 1977 platziert |
| 1974 | Elvis: A Legendary Performer Volume 1 RCA Victor CPL1-0341                                      | — | — | — | UK20 (3 Wo.)UK | US43 ×3Dreifachplatin · (28 Wo.)US | Country1 (47 Wo.)Country | Erstveröffentlichung: 2. Januar 1974 |
| 1974 | Hits of the 70’s RCA Victor LPL1-7527 (UK)                                                      | — | — | — | UK30 (4 Wo.)UK | — | — | Erstveröffentlichung: 1974 in UK erst 1977 platziert |
| 1974 | Elvis Forever RCA Victor PJL 2-8024-2 (DE)                                                      | DE2 Platin · (129 Wo.)DE | AT4 (43 Wo.)AT | — | — | — | — | Erstveröffentlichung: 1974 2005 in AT erneut auf Platz 16 |
| 1975 | Pure Gold RCA ANL1-0971                                                                         | — | — | — | — | US— ×2DoppelplatinUS | Country5 (23 Wo.)Country | Erstveröffentlichung: März 1975 |
| 1975 | Picture of Elvis RCA Starcall HY 1023 (UK)                                                      | — | — | — | UK52 (1 Wo.)UK | — | — | Erstveröffentlichung: 1975 in UK erst 1977 platziert |
| 1975 | Elvis’ 40 Greatest Hits / Seine 40 größten Hits (nur D-A-CH) Arcade ADEP 12 (UK)                | DE4 (8 Mt.)DE | AT1 (10 Mt.)AT | — | UK1 Platin · (52 Wo.)UK | — | — | Erstveröffentlichung: Oktober 1975; 1975 in UK auf Platz 18, 1977 auf Platz 1, 1978 auf Platz 40 |
| 1976 | The Sun Sessions / The Elvis Presley Sun Collection (nur UK) RCA Victor APM1-1675               | — | — | — | UK16 (13 Wo.)UK | US76 (11 Wo.)US | Country2 (24 Wo.)Country | Erstveröffentlichung: 22. März 1976; enthält die ersten Aufnahmen von Elvis im Sun Studio in Memphis; 1975 in UK auf Platz 18, 1977 auf Platz 16 Platz 11 der Rolling-Stone-500 |
| 1976 | Elvis: A Legendary Performer Volume 2 RCA CPL1-1349                                             | — | — | — | UK56 (1 Wo.)UK | US46 ×2Doppelplatin · (17 Wo.)US | Country9 (22 Wo.)Country | Erstveröffentlichung: 8. Januar 1976 |
| 1977 | Welcome to My World RCA Victor APL1-2274                                                        | — | — | — | UK7 (9 Wo.)UK | US44 Platin · (25 Wo.)US | Country4 (39 Wo.)Country | Erstveröffentlichung: März 1977 |
| 1977 | Elvis in Demand RCA Victor PL 42003 (UK)                                                        | — | — | — | UK12 (12 Wo.)UK | — | — | Erstveröffentlichung: Juni 1977 |
| 1977 | The Sun Years Charly SUN 1001 (UK)                                                              | — | — | — | UK31 (2 Wo.)UK | — | — | Erstveröffentlichung: September 1977 Interview-Album, enthält keine Musikstücke |
| 1977 | 100 Super Rocks RCA Victor PL 42232 (DE)                                                        | DE25 (1½ Mt.)DE | — | — | — | — | — | Erstveröffentlichung: 1977 |
| 1978 | He Walks Beside Me (Favorite Songs of Faith and Inspiration) RCA Victor AFL1-2772               | — | — | — | UK37 (1 Wo.)UK | US113 Gold · (8 Wo.)US | Country6 (20 Wo.)Country | Erstveröffentlichung: Februar 1978 |
| 1978 | The ’56 Sessions Volume 1 RCA PL 42101 (UK)                                                     | — | — | — | UK47 (4 Wo.)UK | — | — | Erstveröffentlichung: 1978 |
| 1978 | Elvis Sings for Children and Grownups Too! RCA CPL1-2901                                        | — | — | — | — | US130 (11 Wo.)US | Country5 (16 Wo.)Country | Erstveröffentlichung: August 1978 |
| 1978 | Elvis – A Canadian Tribute RCA Limited KKL1-7065                                                | — | — | — | — | US86 (7 Wo.)US | Country7 (18 Wo.)Country | Erstveröffentlichung: November 1978 |
| 1978 | Elvis: A Legendary Performer Volume 3 RCA CPL1-3078                                             | — | — | — | UK43 (4 Wo.)UK | US113 Gold · (11 Wo.)US | Country10 (22 Wo.)Country | Erstveröffentlichung: Dezember 1978 |
| 1979 | Our Memories of Elvis RCA AQL1-3279                                                             | — | — | — | UK72 (1 Wo.)UK | US132 Gold · (7 Wo.)US | Country6 (28 Wo.)Country | Erstveröffentlichung: Februar 1979 |
| 1979 | Our Memories of Elvis, Vol. 2 RCA Victor AQL-3448                                               | — | — | — | — | US157 (5 Wo.)US | Country12 (16 Wo.)Country | Erstveröffentlichung: August 1979 |
| 1979 | Elvis Love Songs K-tel NE 1062 (UK)                                                             | DE3 Gold · (13 Wo.)DE | AT10 (3 Mt.)AT | — | UK4 Platin · (13 Wo.)UK | — | — | Erstveröffentlichung: 1979 |
| 1980 | Elvis Sings Leiber & Stoller RCA International INTS 5031 (UK)                                   | — | — | — | UK32 (5 Wo.)UK | — | — | Erstveröffentlichung: 23. April 1991 |
| 1980 | Elvis Aaron Presley RCA ELVIS 25 (UK)                                                           | — | — | — | UK21 (4 Wo.)UK | US27 Platin · (14 Wo.)US | Country8 (18 Wo.)Country | Erstveröffentlichung: 1980 Albumbox mit acht Platten (84 Titel) |
| 1980 | Inspirations K-tel NE 1101 (UK)                                                                 | — | — | — | UK6 Platin · (8 Wo.)UK | — | — | Erstveröffentlichung: November 1980 |
| 1981 | Guitar Man RCA AAK1-3917                                                                        | — | — | — | UK33 (5 Wo.)UK | US49 (12 Wo.)US | Country6 (31 Wo.)Country | Erstveröffentlichung: Januar 1981 |
| 1981 | The Ultimate Performance K-tel NE 1141 (UK)                                                     | — | — | — | UK45 Gold · (6 Wo.)UK | — | — | Erstveröffentlichung: Oktober 1981 |
| 1982 | The Sound of Your Cry RCA RCALP 3060 (UK)                                                       | — | — | — | UK31 (12 Wo.)UK | — | — | Erstveröffentlichung: 1982 |
| 1982 | In Love with Elvis / Romantic Elvis – 20 Love Songs (nur UK) RCA RCALP 1000/1 (UK)              | DE35 (9 Wo.)DE | AT7 (2 Mt.)AT | — | UK62 (5 Wo.)UK | — | — | Erstveröffentlichung: 1982 |
| 1982 | Greatest Hits, Volume 1 RCA AHL1-2347                                                           | — | — | — | — | US142 (7 Wo.)US | Country47 (13 Wo.)Country | Erstveröffentlichung: 1982 |
| 1982 | It Won’t Seem Like Christmas Without You RCA International INTS 5235 (UK)                       | — | — | — | UK80 (1 Wo.)UK | — | — | Erstveröffentlichung: 1982 |
| 1982 | The Elvis Medley RCA Victor AHL1-4530                                                           | — | — | — | — | US133 (9 Wo.)US | Country29 (14 Wo.)Country | Erstveröffentlichung: November 1982 |
| 1982 | Memories of Christmas RCA CPL1-4395                                                             | — | — | — | — | US— GoldUS | Country48 (4 Wo.)Country | Erstveröffentlichung: 1982 |
| 1983 | Jailhouse Rock / Love in Las Vegas RCA RCALP 9020 (UK)                                          | — | — | — | UK40 Silber · (2 Wo.)UK | — | — | Erstveröffentlichung: 1983 |
| 1983 | I Was the One RCA AHL1-4678                                                                     | — | — | — | UK83 (1 Wo.)UK | US103 (6 Wo.)US | Country35 (9 Wo.)Country | Erstveröffentlichung: Mai 1983 |
| 1983 | Elvis: A Legendary Performer Volume 4 RCA PL 84848 (UK)                                         | — | — | — | UK91 (1 Wo.)UK | — | — | Erstveröffentlichung: 1983 |
| 1984 | 32 Film-Hits RCA PD 89388 (DE)                                                                  | DE11 (8 Wo.)DE | — | — | — | — | — | Erstveröffentlichung: 1. Januar 1984 |
| 1984 | I Can Help RCA PL 89287 (UK)                                                                    | — | — | — | UK71 (3 Wo.)UK | — | — | Erstveröffentlichung: 1984 |
| 1984 | The First Live Recordings RCA International PG 89387 (UK)                                       | — | — | — | UK69 (2 Wo.)UK | US163 (4 Wo.)US | — | Erstveröffentlichung: März 1984 |
| 1984 | Rocker RCA AFMI-5182                                                                            | — | — | — | — | US154 (13 Wo.)US | — | Erstveröffentlichung: 1984 |
| 1984 | A Golden Celebration RCA Victor CPM6-5172                                                       | — | — | — | — | US80 (19 Wo.)US | Country55 (7 Wo.)Country | Erstveröffentlichung: November 1984 Albumbox mit sechs Platten (81 Titel) |
| 1985 | A Valentine Gift for You RCA AFL1-5353                                                          | — | — | — | — | US154 (3 Wo.)US | — | Erstveröffentlichung: Januar 1985 |
| 1985 | 20 Greatest Hits Volume 2 RCA International NL 89168 (UK)                                       | — | — | — | UK98 (1 Wo.)UK | — | — | Erstveröffentlichung: 26. Januar 1985 |
| 1985 | Reconsider Baby RCA PL 85418 (UK)                                                               | — | — | — | UK92 (1 Wo.)UK | — | — | Erstveröffentlichung: April 1985 |
| 1985 | Elvis Presley – Ballads: 18 Classic Love Songs Telstar STAR 2264 (UK)                           | — | — | — | UK23 Gold · (17 Wo.)UK | — | — | Erstveröffentlichung: 1985 |
| 1987 | The All Time Greatest Hits RCA PL 90100 (UK)                                                    | — | — | — | UK4 Gold · (40 Wo.)UK | — | — | Erstveröffentlichung: 1987; 1992 in UK erneut auf Platz 75, 1993 auf Platz 58, 1996 auf Platz 32, 2002 auf Platz 51 |
| 1987 | The Number One Hits RCA Victor 6382-1-R                                                         | — | — | — | — | US143 ×3Dreifachplatin · (9 Wo.)US | — | Erstveröffentlichung: Januar 1987 |
| 1987 | The Top Ten Hits RCA Victor 6383-1-R                                                            | — | — | — | — | US117 ×4Vierfachplatin · (8 Wo.)US | — | Erstveröffentlichung: Januar 1987 |
| 1987 | Love Me Tender – Romantic Elvis World Star Collection WSC 99023 (DE)                            | DE30 (5 Wo.)DE | — | — | — | — | — | Erstveröffentlichung: Januar 1987 |
| 1989 | Stereo ’57 (Essential Elvis Volume 2) RCA PL 90250 (UK)                                         | — | — | — | UK60 (2 Wo.)UK | — | — | Erstveröffentlichung: März 1989 |
| 1990 | Hits Like Never Before (Essential Elvis Volume 3) RCA PL 90486 (UK)                             | — | — | — | UK71 (1 Wo.)UK | — | — | Erstveröffentlichung: Juli 1990 |
| 1990 | The Great Performances RCA PL 82227 (UK)                                                        | — | — | — | UK62 (1 Wo.)UK | US— GoldUS | — | Erstveröffentlichung: 1990 |
| 1991 | Collectors Gold RCA PL 90574 (UK)                                                               | — | — | — | UK57 (1 Wo.)UK | — | — | Erstveröffentlichung: 19. August 1991 |
| 1992 | From the Heart – His Greatest Love Songs RCA PD 90642 (UK)                                      | — | — | — | UK4 Gold · (18 Wo.)UK | — | — | Erstveröffentlichung: 1. Februar 1992 1993 in UK erneut auf Platz 34 |
| 1992 | Home for the Holidays / It’s Christmas Time BMG 75517-44931-2                                   | — | — | — | — | US25 ×4Vierfachplatin · (76 Wo.)US | Country8 (18 Wo.)Country | Erstveröffentlichung: 30. März 1992; in US erst 2007 auf Platz 81; 2010 in US erneut auf Platz 60; 2012 in US erneut auf Platz 46; 2013 in US erneut auf Platz 41 |
| 1992 | The King of Rock ’n’ Roll: The Complete 50s Masters RCA 07863-66050-2                           | — | — | — | — | US159 ×2Doppelplatin · (2 Wo.)US | — | Erstveröffentlichung: 23. Juni 1992 Albumbox (140 Titel) |
| 1994 | The Essential Collection RCA 74321-22871-2 (UK)                                                 | — | — | — | UK6 Platin · (26 Wo.)UK | — | — | Erstveröffentlichung: August 1994 |
| 1994 | If Every Day Was Like Christmas RCA 07863-66482-2                                               | — | — | — | — | US94 Platin · (6 Wo.)US | — | Erstveröffentlichung: 31. Oktober 1994 |
| 1995 | Elvis – Gold: The Very Best of the King RCA 74321-24974-2 (DE)                                  | DE14 (11 Wo.)DE | AT8 Gold · (13 Wo.)AT | CH21 Gold · (8 Wo.)CH | — | — | — | Erstveröffentlichung: 9. Januar 1995 |
| 1995 | Heart and Soul RCA 07863-66532-4                                                                | — | — | — | — | US110 Platin · (24 Wo.)US | Country61 (1 Wo.)Country | Erstveröffentlichung: 24. Januar 1995 in den Billboard 200 erst 2013 platziert |
| 1996 | Elvis 56 RCA 07863-66856-2 (UK)                                                                 | — | — | — | UK42 (4 Wo.)UK | — | — | Erstveröffentlichung: 5. März 1996 |
| 1996 | Great Country Songs RCA BG2-66880                                                               | — | — | — | — | — | Country73 (1 Wo.)Country | Erstveröffentlichung: 15. Oktober 1996 |
| 1997 | Platinum – A Life in Music RCA 74321-49286-2 (DE)                                               | DE98 (1 Wo.)DE | — | — | UK86 (1 Wo.)UK | US80 Gold · (3 Wo.)US | — | Erstveröffentlichung: 15. Juli 1997 Albumbox (100 Titel) |
| 1997 | Forever in Love RCA 74321-49484-2 (DE)                                                          | DE13 (9 Wo.)DE | AT17 (13 Wo.)AT | CH6 (7 Wo.)CH | — | — | — | Erstveröffentlichung: 28. Juli 1997 |
| 1997 | Always on My Mind: The Ultimate Love Songs Collection RCA 74321-48984-2 (UK)                    | — | — | — | UK3 Platin · (36 Wo.)UK | — | — | Erstveröffentlichung: 28. Juli 1997 |
| 1997 | Greatest Jukebox Hits                                                                           | — | — | — | — | US— GoldUS | Country75 (1 Wo.)Country | Erstveröffentlichung: 30. September 1997 |
| 1998 | Blue Suede Shoes: The Ultimate Rock ’n’ Roll Collection RCA 74321-55628-2 (UK)                  | — | — | — | UK39 (5 Wo.)UK | — | — | Erstveröffentlichung: 14. Februar 1998 |
| 1998 | The Essential Elvis, Vol. 5: Rhythm and Country                                                 | — | — | — | — | — | Country57 (4 Wo.)Country | Erstveröffentlichung: 11. August 1998 |
| 1999 | Artist of the Century RCA 07863-67732-2                                                         | — | — | — | UK89 Silber · (1 Wo.)UK | US163 Gold · (1 Wo.)US | — | Erstveröffentlichung: 13. Juli 1999 Albumbox (75 Titel) |
| 2000 | Elvis 2000 BMG 74321-73748-2 (DE)                                                               | DE18 (10 Wo.)DE | — | CH68 (2 Wo.)CH | — | — | — | Erstveröffentlichung: 14. Februar 2000 |
| 2000 | The 50 Greatest Hits RCA 74321-81102-2 (UK)                                                     | — | AT3 Gold · (35 Wo.)AT | CH49 (5 Wo.)CH | UK2 ×3Dreifachplatin · (150 Wo.)UK | — | — | Erstveröffentlichung: 18. November 2000 in der Schweiz erst 2015 in den Charts |
| 2001 | The Elvis Presley Collection: Country / The Country Collection RCA Victor R806-04 07863-69403-2 | — | — | — | — | US159 (4 Wo.)US | Country19 (28 Wo.)Country | Erstveröffentlichung: 23. Januar 2001 |
| 2001 | The Live Greatest Hits RCA 74321-84708-2 (UK)                                                   | — | — | — | UK50 (3 Wo.)UK | — | — | Erstveröffentlichung: 26. März 2001 |
| 2001 | The 50 Greatest Love Songs RCA 07863-68026-2                                                    | DE70 (6 Wo.)DE | — | — | UK21 Gold · (14 Wo.)UK | US150 Gold · (3 Wo.)US | — | Erstveröffentlichung: 11. September 2001 |
| 2001 | Country Side of Elvis Success 2109CD                                                            | — | — | — | — | — | Country51 (2 Wo.)Country | Erstveröffentlichung: 6. November 2001 |
| 2001 | The Very Best of Love Madacy EP2-5294                                                           | — | — | — | — | US81 Gold · (8 Wo.)US | — | Erstveröffentlichung: 18. Dezember 2001; 2008 in US erneut auf Platz 181; 2012 in US erneut auf Platz 139 |
| 2002 | Today, Tomorrow, & Forever BMG Heritage 07863-65115-2                                           | — | — | — | — | US180 (1 Wo.)US | Country21 (14 Wo.)Country | Erstveröffentlichung: 25. Juni 2002 Albumbox (100 Titel) |
| 2002 | Elv1s – 30 #1 Hits RCA 07863-68079-1                                                            | DE3 ×3Dreifachgold · (34 Wo.)DE | AT1 ×2Doppelplatin · (48 Wo.)AT | CH1 ×2Doppelplatin · (26 Wo.)CH | UK1 ×8Achtfachplatin · (124 Wo.)UK | US1 ×6Sechsfachplatin · (215 Wo.)US | Country1 (243 Wo.)Country | Erstveröffentlichung: 24. September 2002; 2004 in UK erneut auf Platz 78, 2005 auf Platz 40, 2006 auf Platz 96, 2007 auf Platz 41 |
| 2003 | Elvis: Close Up RCA 82876-52047-2                                                               | — | — | — | — | — | Country41 (3 Wo.)Country | Erstveröffentlichung: 1. Juli 2003 |
| 2003 | Elvis: 2nd to None RCA 82876-51108-2                                                            | DE13 (5 Wo.)DE | AT5 Platin · (15 Wo.)AT | CH7 Gold · (7 Wo.)CH | UK4 Gold · (12 Wo.)UK | US3 Platin · (16 Wo.)US | — | Erstveröffentlichung: 7. Oktober 2003 |
| 2003 | Christmas Peace RCA 82876-57489-2 (UK)                                                          | — | AT65 (2 Wo.)AT | — | UK41 Platin · (13 Wo.)UK | US175 Gold · (2 Wo.)US | Country30 (8 Wo.)Country | Erstveröffentlichung: 4. November 2003; 2004 in UK erneut auf Platz 41, 2005 auf Platz 70 |
| 2004 | Elvis: Ultimate Gospel RCA 82876-60394-2                                                        | — | — | — | — | US— PlatinUS | Country30 (103 Wo.)Country | Erstveröffentlichung: 23. März 2004 |
| 2004 | The Only Elvis Presley Album You’ll Ever Need RCA 82876-62632-2 (UK)                            | — | — | — | UK92 (1 Wo.)UK | — | — | Erstveröffentlichung: 14. Juni 2004 |
| 2004 | Elvis at Sun RCA 82876-61205-2                                                                  | — | — | — | UK94 (1 Wo.)UK | — | Country37 (4 Wo.)Country | Erstveröffentlichung: 22. Juni 2004 |
| 2005 | Love, Elvis RCA 82876-67448-2 (UK & DE)                                                         | DE69 (1 Wo.)DE | AT67 (3 Wo.)AT | — | UK8 Gold · (14 Wo.)UK | US120 (4 Wo.)US | — | Erstveröffentlichung: 25. Januar 2005; 2006 in UK erneut auf Platz 39, 2008 auf Platz 92 |
| 2005 | Hitstory RCA 82876-73935-2                                                                      | — | — | — | UK31 Gold · (24 Wo.)UK | US— PlatinUS | Country47 (3 Wo.)Country | Erstveröffentlichung: Oktober 2005 2008 in UK erneut auf Platz 45 |
| 2005 | My Christmas Number Ones                                                                        | — | AT33 (3 Wo.)AT | CH99 (1 Wo.)CH | — | — | — | Erstveröffentlichung: 18. November 2005 |
| 2006 | Elvis #1 Singles                                                                                | — | — | — | — | — | Country62 (1 Wo.)Country | Erstveröffentlichung: 24. Januar 2006 |
| 2006 | Elvis Christmas RCA 82876-88908-2                                                               | — | — | — | — | US68 Gold · (29 Wo.)US | Country14 (12 Wo.)Country | Erstveröffentlichung: 3. Oktober 2006 2012 in US erneut auf Platz 68 |
| 2007 | The Essential Elvis Presley RCA 88697-34754-2                                                   | — | — | CH15 (9 Wo.)CH | UK— SilberUK | US42 Platin · (107 Wo.)US | Country8 (128 Wo.)Country | Erstveröffentlichung: 9. Januar 2007 |
| 2007 | Viva Las Vegas RCA 88697-13129-2                                                                | — | AT7 (5 Wo.)AT | CH37 (6 Wo.)CH | — | US54 (7 Wo.)US | — | Erstveröffentlichung: 27. Juli 2007 |
| 2007 | The King RCA 88697-11804-2 (UK & DE)                                                            | DE1 (12 Wo.)DE | AT1 Platin · (23 Wo.)AT | CH3 (11 Wo.)CH | UK1 Gold · (12 Wo.)UK | — | — | Erstveröffentlichung: 13. August 2007; der Veröffentlichung dieses Boxsets zu Presleys 30. Todestag folgte die Wiederveröffentlichung diverser zu seinen Lebzeiten erfolgreicher Singles, die sich im Laufe des Jahres 2007 vor allem in Großbritannien hoch in den Charts platzieren konnten |
| 2008 | Playlist: The Very Best of Elvis Presley                                                        | — | — | — | — | US188 (1 Wo.)US | — | Erstveröffentlichung: 29. April 2008 |
| 2008 | The Incomparable                                                                                | — | — | — | UK87 (4 Wo.)UK | — | — | Erstveröffentlichung: 10. März 2008 |
| 2008 | Collector’s Edition: Elvis Inspirational Memories                                               | — | — | — | — | — | Country51 (27 Wo.)Country | Erstveröffentlichung: 26. August 2008 |
| 2008 | Christmas Duets RCA Nashville 88697-35479-2                                                     | — | — | — | — | US17 Gold · (21 Wo.)US | Country3 (13 Wo.)Country | Erstveröffentlichung: 14. Oktober 2008 |
| 2009 | I Believe: The Gospel Masters                                                                   | — | — | — | — | — | Country54 (8 Wo.)Country | Erstveröffentlichung: 10. März 2009 |
| 2009 | Memories                                                                                        | — | — | — | — | US57 (3 Wo.)US | — | Erstveröffentlichung: 2009 |
| 2009 | Elvis 75 RCA 88697-60625-2                                                                      | DE34 (2 Wo.)DE | — | CH19 (7 Wo.)CH | UK8 Silber · (7 Wo.)UK | US43 (5 Wo.)US | — | Erstveröffentlichung: 8. Dezember 2009; in Österreich wurde stattdessen einen Monat später eine neue Version des Albums The King veröffentlicht |
| 2010 | The King — 75th Anniversary Austrian Edition                                                    | — | AT2 Gold · (9 Wo.)AT | — | — | — | — | Erstveröffentlichung: 8. Januar 2010; nur in Österreich erschienene Wiederveröffentlichung des Albums The King |
| 2010 | Boy from Tupelo Starbucks NSPENT09KG-00281                                                      | — | — | — | — | US92 (4 Wo.)US | — | Erstveröffentlichung: 7. Juni 2010 |
| 2010 | Viva Elvis - The Album                                                                          | DE54 (2 Wo.)DE | AT54 (2 Wo.)AT | CH26 (4 Wo.)CH | UK19 (3 Wo.)UK | US48 (3 Wo.)US | — | Erstveröffentlichung: 5. November 2010 Remix-Album |
| 2011 | Young Man with the Big Beat                                                                     | — | — | — | — | — | Country72 (1 Wo.)Country | Erstveröffentlichung: 27. September 2011 |
| 2012 | Uncovered                                                                                       | — | — | — | — | US192 (1 Wo.)US | — | Erstveröffentlichung: 19. Juni 2012 |
| 2012 | I Am an Elvis Fan RCA 88725-41800-2                                                             | — | — | — | — | US137 (2 Wo.)US | Country27 (13 Wo.)Country | Erstveröffentlichung: 31. Juli 2012 |
| 2012 | The Perfect Elvis Presley Collection                                                            | DE42 (2 Wo.)DE | — | — | — | — | — | Erstveröffentlichung: 3. August 2012 |
| 2012 | The Classic Christmas Album                                                                     | — | — | — | — | US23 (65 Wo.)US | Country5 (58 Wo.)Country | Erstveröffentlichung: 2. Oktober 2012 |
| 2013 | Merry Christmas … Love, Elvis                                                                   | — | — | — | — | US101 (20 Wo.)US | Country13 (11 Wo.)Country | Erstveröffentlichung: 1. August 2013 |
| 2013 | Elvis at Stax                                                                                   | DE41 (1 Wo.)DE | AT64 (1 Wo.)AT | CH53 (3 Wo.)CH | UK70 (1 Wo.)UK | — | — | Erstveröffentlichung: 2. August 2013 |
| 2013 | The Nation’s Favourite Elvis Songs                                                              | — | — | — | UK5 Platin · (21 Wo.)UK | — | — | Erstveröffentlichung: 4. November 2013 |
| 2015 | Elvis 80 Sony 88875044482 (DE)                                                                  | DE15 (7 Wo.)DE | AT6 (9 Wo.)AT | CH18 (6 Wo.)CH | — | — | — | Erstveröffentlichung: 2. Januar 2015 |
| 2015 | Return to Sender Music Digital 60397                                                            | — | — | — | UK66 (3 Wo.)UK | — | — | Erstveröffentlichung: 23. Februar 2015 |
| 2015 | Elvis Presley Forever U.S. Postal Service                                                       | — | — | — | — | US11 (4 Wo.)US | Country2 (7 Wo.)Country | Erstveröffentlichung: 12. August 2015 |
| 2015 | If I Can Dream                                                                                  | DE34 (4 Wo.)DE | AT2 Gold · (9 Wo.)AT | CH27 (8 Wo.)CH | UK1 ×4Vierfachplatin · (47 Wo.)UK | US21 (8 Wo.)US | — | Erstveröffentlichung: 30. Oktober 2015 mit Royal Philharmonic Orchestra |
| 2015 | Elvis: Ultimate Christmas                                                                       | — | — | — | — | US107 (4 Wo.)US | Country10 (10 Wo.)Country | Erstveröffentlichung: 2. November 2015 |
| 2016 | The RCA Albums Collection RCA 88875114562                                                       | DE41 (1 Wo.)DE | AT71 (1 Wo.)AT | CH76 (1 Wo.)CH | — | — | — | Erstveröffentlichung: 18. März 2016 |
| 2016 | Way Down in the Jungle Room                                                                     | DE67 (2 Wo.)DE | AT32 (4 Wo.)AT | CH26 (3 Wo.)CH | UK16 (3 Wo.)UK | US79 (1 Wo.)US | Country6 (7 Wo.)Country | Erstveröffentlichung: 5. August 2016 |
| 2016 | The Wonder of You                                                                               | DE11 (15 Wo.)DE | AT7 Gold · (14 Wo.)AT | CH11 (14 Wo.)CH | UK1 ×2Doppelplatin · (27 Wo.)UK | US47 (2 Wo.)US | — | Erstveröffentlichung: 21. Oktober 2016 mit Royal Philharmonic Orchestra |
| 2017 | A Boy from Tupelo: The Complete 1953–1955 Recordings                                            | DE67 (1 Wo.)DE | AT48 (1 Wo.)AT | CH98 (1 Wo.)CH | UK82 (1 Wo.)UK | — | — | Erstveröffentlichung: 28. Juli 2017 |
| 2017 | Elvis Symphonique                                                                               | — | — | CH28 (5 Wo.)CH | — | — | — | Erstveröffentlichung: 4. August 2017 mit Royal Philharmonic Orchestra |
| 2017 | Christmas                                                                                       | — | AT25 (4 Wo.)AT | CH66 (5 Wo.)CH | UK6 Gold · (13 Wo.)UK | US73 (5 Wo.)US | — | Erstveröffentlichung: 6. Oktober 2017 mit Royal Philharmonic Orchestra |
| 2018 | Where No One Stands Alone                                                                       | DE37 (1 Wo.)DE | AT37 (2 Wo.)AT | CH24 (2 Wo.)CH | UK9 (4 Wo.)UK | US22 (1 Wo.)US | — | Erstveröffentlichung: 10. August 2018 |
| 2019 | Elvis: The ’68 Comeback Special – The Best Of (Soundtrack)                                      | — | — | — | — | US89 (1 Wo.)US | — | Erstveröffentlichung: 15. Februar 2019 |
| 2019 | Bravo Elvis 85                                                                                  | DE95 (1 Wo.)DE | — | CH86 (1 Wo.)CH | — | — | — | Erstveröffentlichung: 13. Dezember 2019 |
| 2020 | From Elvis in Nashville                                                                         | DE25 (1 Wo.)DE | AT45 (1 Wo.)AT | CH26 (1 Wo.)CH | UK70 (1 Wo.)UK | — | — | Erstveröffentlichung: 20. November 2020 |
| 2021 | Elvis Back in Nashville                                                                         | DE25 (1 Wo.)DE | AT31 (1 Wo.)AT | CH39 (1 Wo.)CH | UK63 (1 Wo.)UK | — | — | Erstveröffentlichung: 12. November 2021 |
| 2024 | Memphis                                                                                         | DE48 (1 Wo.)DE | AT53 (1 Wo.)AT | CH11 (1 Wo.)CH | UK83 (1 Wo.)UK | — | — | Erstveröffentlichung: 9. August 2024 |
| 2025 | Sunset Boulevard                                                                                | DE17 (1 Wo.)DE | AT14 (… Wo.)AT | CH9 (… Wo.)CH | UK67 (… Wo.)UK | — | — | Erstveröffentlichung: 1. August 2025 |

grau schraffiert: keine Chartdaten aus diesem Jahr verfügbar

### Soundtracks
| Jahr | Titel Musiklabel Katalog-Nr.                                              | Höchstplatzierung, Gesamtwochen/‑monate, AuszeichnungChartplatzierungen (Jahr, Titel, Musiklabel Katalog-Nr., Platzierungen, Wochen/Monate, Auszeichnungen, Anmerkungen) | Höchstplatzierung, Gesamtwochen/‑monate, AuszeichnungChartplatzierungen (Jahr, Titel, Musiklabel Katalog-Nr., Platzierungen, Wochen/Monate, Auszeichnungen, Anmerkungen) | Höchstplatzierung, Gesamtwochen/‑monate, AuszeichnungChartplatzierungen (Jahr, Titel, Musiklabel Katalog-Nr., Platzierungen, Wochen/Monate, Auszeichnungen, Anmerkungen) | Höchstplatzierung, Gesamtwochen/‑monate, AuszeichnungChartplatzierungen (Jahr, Titel, Musiklabel Katalog-Nr., Platzierungen, Wochen/Monate, Auszeichnungen, Anmerkungen) | Höchstplatzierung, Gesamtwochen/‑monate, AuszeichnungChartplatzierungen (Jahr, Titel, Musiklabel Katalog-Nr., Platzierungen, Wochen/Monate, Auszeichnungen, Anmerkungen) | Höchstplatzierung, Gesamtwochen/‑monate, AuszeichnungChartplatzierungen (Jahr, Titel, Musiklabel Katalog-Nr., Platzierungen, Wochen/Monate, Auszeichnungen, Anmerkungen) | Anmerkungen |
| Jahr | Titel Musiklabel Katalog-Nr.                                              | DE | AT | CH | UK | US | Country | Anmerkungen |
| ---- | ------------------------------------------------------------------------- | --- | --- | --- | --- | --- | --- | --- |
| 1957 | Loving You RCA Victor LPM-1515                                            | — | — | — | UK1 (28 Wo.)UK | US1 Gold · (29 Wo.)US | — | Erstveröffentlichung: 1. Juli 1957 1977 in UK erneut auf Platz 24 |
| 1958 | King Creole RCA Victor LPM-1884                                           | — | — | — | UK1 (22 Wo.)UK | US2 Gold · (15 Wo.)US | — | Erstveröffentlichung: 19. September 1958 |
| 1960 | G. I. Blues RCA Victor LPM-2256                                           | — | — | — | UK1 Silber · (65 Wo.)UK | US1 Platin · (111 Wo.)US | — | Erstveröffentlichung: 1. Oktober 1960; 1977 in UK erneut auf Platz 14, 1980 auf Platz 70 |
| 1961 | Blue Hawaii RCA Victor LPM-2426                                           | DE17 (1 Mt.)DE | — | — | UK1 (71 Wo.)UK | US1 ×3Dreifachplatin · (79 Wo.)US | — | Erstveröffentlichung: 1. Oktober 1961 1977 in UK erneut auf Platz 26 |
| 1962 | Girls! Girls! Girls! RCA Victor LPM-2621                                  | DE18 (1 Mt.)DE | — | — | UK2 (21 Wo.)UK | US3 Gold · (32 Wo.)US | — | Erstveröffentlichung: 9. November 1962 |
| 1963 | It Happened at the World’s Fair RCA Victor LSP-2697                       | DE19 (2 Mt.)DE | — | — | UK4 (21 Wo.)UK | US4 (26 Wo.)US | — | Erstveröffentlichung: 10. April 1963 |
| 1963 | Fun in Acapulco RCA Victor LSP-2756                                       | DE21 (2 Mt.)DE | — | — | UK9 (14 Wo.)UK | US3 (24 Wo.)US | — | Erstveröffentlichung: 1. November 1963 |
| 1964 | Kissin’ Cousins RCA Victor LSP-2894                                       | DE22 (1 Mt.)DE | — | — | UK5 (17 Wo.)UK | US6 (30 Wo.)US | — | Erstveröffentlichung: 2. April 1964 |
| 1964 | Roustabout RCA Victor LSP-2999                                            | — | — | — | UK12 (4 Wo.)UK | US1 Gold · (27 Wo.)US | — | Erstveröffentlichung: 20. Oktober 1964 |
| 1965 | Girl Happy RCA Victor LSP-3338                                            | — | — | — | UK7 (18 Wo.)UK | US8 Gold · (31 Wo.)US | — | Erstveröffentlichung: 1. März 1965 |
| 1965 | Harem Holiday / Harum Scarum (nur US) RCA Victor LSP-3468                 | — | — | — | UK11 (5 Wo.)UK | US8 (23 Wo.)US | — | Erstveröffentlichung: 3. November 1965 |
| 1966 | Frankie and Johnny RCA Victor LSP-3553                                    | — | — | — | UK11 (5 Wo.)UK | US20 Platin · (19 Wo.)US | — | Erstveröffentlichung: 1. März 1966 |
| 1966 | Paradise, Hawaiian Style RCA Victor LSP-3643                              | — | — | — | UK7 (15 Wo.)UK | US15 (19 Wo.)US | — | Erstveröffentlichung: 10. Juni 1966 1980 in UK erneut auf Platz 53 |
| 1966 | California Holiday / Spinout (nur US) RCA Victor LSP-3702                 | — | — | — | UK17 (6 Wo.)UK | US18 (32 Wo.)US | — | Erstveröffentlichung: 31. Oktober 1966 |
| 1967 | Double Trouble RCA Victor LSP-3787                                        | — | — | — | UK34 (1 Wo.)UK | US47 (20 Wo.)US | — | Erstveröffentlichung: 1. Juni 1967 |
| 1967 | Clambake RCA Victor LSP-3893                                              | — | — | — | UK39 (1 Wo.)UK | US40 (14 Wo.)US | — | Erstveröffentlichung: 10. Oktober 1967 |
| 1968 | Speedway RCA Victor LSP-3989                                              | — | — | — | — | US82 (13 Wo.)US | — | Erstveröffentlichung: 1. Mai 1968 |
| 1968 | Elvis – TV Special (auch Elvis: ’68 Comeback Special) RCA Victor LPM-4088 | DE72 (1 Wo.)DE | — | — | UK2 (28 Wo.)UK | US8 ×2Doppelplatin · (32 Wo.)US | — | Erstveröffentlichung: 22. November 1968, Soundtrack einer Fernsehshow der NBC, erster Bühnenauftritt von Elvis nach über sieben Jahren; 1978 in UK erneut auf Platz 50, in DE erst 2012 nach einer Ausstrahlung bei Arte in den Charts |
| 1970 | That’s the Way It Is RCA Victor LSP-4445                                  | DE39 (1 Wo.)DE | — | CH97 (1 Wo.)CH | UK12 Gold · (36 Wo.)UK | US21 Platin · (23 Wo.)US | Country8 (17 Wo.)Country | Erstveröffentlichung: 11. November 1970, Soundtrack einer Dokumentation über eine Las-Vegas-Show von Elvis 1970 im International Hotel; in DE und CH erst 2014 platziert, 2014 in UK erneut auf Platz 75                               |
| 1981 | This Is Elvis RCA RCALP 5029 (UK)                                         | — | — | — | UK47 (4 Wo.)UK | US115 Gold · (10 Wo.)US | — | Erstveröffentlichung: März 1981, Soundtrack der gleichnamigen Filmdokumentation |
| 2005 | Elvis by the Presleys Sony BMG TV 82876-67883-2 (UK)                      | DE70 (3 Wo.)DE | AT12 (8 Wo.)AT | CH62 (3 Wo.)CH | UK13 Silber · (6 Wo.)UK | US15 (8 Wo.)US | — | Erstveröffentlichung: 8. August 2005, Soundtrack der gleichnamigen Fernsehdokumentation der CBS |
| 2007 | Viva Las Vegas                                                            | — | AT7 (5 Wo.)AT | CH37 (6 Wo.)CH | — | US54 (7 Wo.)US | — | Erstveröffentlichung: 31. Juli 2007 |
| 2010 | Viva Elvis – The Album RCA 88697-77582-2                                  | DE54 (2 Wo.)DE | AT54 (2 Wo.)AT | CH26 (4 Wo.)CH | UK19 Gold · (7 Wo.)UK | US48 (3 Wo.)US | — | Erstveröffentlichung: 11. November 2010 2013 in UK erneut auf Platz 70 |
| 2018 | Elvis Presley: The Searcher                                               | DE58 (1 Wo.)DE | AT38 (1 Wo.)AT | CH64 (1 Wo.)CH | UK32 (1 Wo.)UK | US145 (2 Wo.)US | Country17 (4 Wo.)Country | Erstveröffentlichung: 6. April 2018 |

grau schraffiert: keine Chartdaten aus diesem Jahr verfügbar

### EPs
| Jahr | Titel Musiklabel Katalog-Nr.            | Höchstplatzierung, Gesamtwochen, AuszeichnungChartplatzierungen (Jahr, Titel, Musiklabel Katalog-Nr., Platzierungen, Wochen, Auszeichnungen, Anmerkungen) | Höchstplatzierung, Gesamtwochen, AuszeichnungChartplatzierungen (Jahr, Titel, Musiklabel Katalog-Nr., Platzierungen, Wochen, Auszeichnungen, Anmerkungen) | Anmerkungen                         |
| Jahr | Titel Musiklabel Katalog-Nr.            | UK | US | Anmerkungen                         |
| ---- | --------------------------------------- | --- | --- | ----------------------------------- |
| 1956 | The Real Elvis                          | UK78 (1 Wo.)UK | US— PlatinUS | Erstveröffentlichung: August 1956   |
| 1956 | Love Me Tender RCA Victor EPA-4006      | — | US22 Gold · (1 Wo.)US | Erstveröffentlichung: November 1956 |
| 1957 | Peace in the Valley RCA Victor EPA-4054 | — | US3 Platin · (9 Wo.)US | Erstveröffentlichung: April 1957    |
| 1957 | Just for You RCA Victor RCX-7142        | — | US16 (1 Wo.)US | Erstveröffentlichung: April 1957    |
| 1957 | Loving You Vol. 2 RCA Victor EPA-2-1515 | — | US18 Platin · (1 Wo.)US | Erstveröffentlichung: August 1957   |
| 1960 | Strictly Elvis RCA RCX 175              | UK26 a (1 Wo.)UK | — |                                     |
| 1962 | Follow That Dream RCA RCX 211 (UK)      | UK34 a (2 Wo.)UK | US— PlatinUS | Film: Follow That Dream             |
| 1965 | Tickle Me RCA Victor EPA-4383 (DE)      | — | US70 a (7 Wo.)US | Film: Tickle Me                     |
| 1982 | Elvis Presley EP Pack RCA EP1 (UK)      | UK97 (1 Wo.)UK | — | Erstveröffentlichung: 1982          |

## Singles
In den Billboard-Charts gab es vom 12. November 1955 bis zum 28. Juli 1958 in den USA vier gleichwertige Singlecharts: Best Sellers in Stores, Most Played by Jockeys, Most Played in Jukeboxes (nur bis 17. Juni 1957) und Top 100. In der folgenden Tabelle werden nur die Chartplatzierungen in den Top 100 aufgeführt, da dessen Nachfolger ab 28. Juli 1958 die heutigen Billboard Hot 100 waren und somit eine bessere Vergleichbarkeit der Daten gewährleistet werden kann. Die Singles von Elvis, die in den anderen drei Charts Platz eins erreichten, können hier nachgelesen werden: 1956, 1957, 1958.
| Jahr | Titel Musiklabel Katalog-Nr. Album                                                                                             | Höchstplatzierung, Gesamtwochen/‑monate, AuszeichnungChartplatzierungen (Jahr, Titel, Musiklabel Katalog-Nr. / Album, Platzierungen, Wochen/Monate, Auszeichnungen, Anmerkungen) | Höchstplatzierung, Gesamtwochen/‑monate, AuszeichnungChartplatzierungen (Jahr, Titel, Musiklabel Katalog-Nr. / Album, Platzierungen, Wochen/Monate, Auszeichnungen, Anmerkungen) | Höchstplatzierung, Gesamtwochen/‑monate, AuszeichnungChartplatzierungen (Jahr, Titel, Musiklabel Katalog-Nr. / Album, Platzierungen, Wochen/Monate, Auszeichnungen, Anmerkungen) | Höchstplatzierung, Gesamtwochen/‑monate, AuszeichnungChartplatzierungen (Jahr, Titel, Musiklabel Katalog-Nr. / Album, Platzierungen, Wochen/Monate, Auszeichnungen, Anmerkungen) | Höchstplatzierung, Gesamtwochen/‑monate, AuszeichnungChartplatzierungen (Jahr, Titel, Musiklabel Katalog-Nr. / Album, Platzierungen, Wochen/Monate, Auszeichnungen, Anmerkungen) | Höchstplatzierung, Gesamtwochen/‑monate, AuszeichnungChartplatzierungen (Jahr, Titel, Musiklabel Katalog-Nr. / Album, Platzierungen, Wochen/Monate, Auszeichnungen, Anmerkungen) | Höchstplatzierung, Gesamtwochen/‑monate, AuszeichnungChartplatzierungen (Jahr, Titel, Musiklabel Katalog-Nr. / Album, Platzierungen, Wochen/Monate, Auszeichnungen, Anmerkungen) | Höchstplatzierung, Gesamtwochen/‑monate, AuszeichnungChartplatzierungen (Jahr, Titel, Musiklabel Katalog-Nr. / Album, Platzierungen, Wochen/Monate, Auszeichnungen, Anmerkungen) | Anmerkungen | [↑]: gemeinsam behandelt mit vorhergehendem Eintrag; [←]: in beiden Charts platziert |
| Jahr | Titel Musiklabel Katalog-Nr. Album                                                                                             | DE | AT | CH | UK | US | Country | R&B | A. C. | Anmerkungen |                                                                                      |
| --- | --- | --- | --- | --- | --- | --- | --- | --- | --- | --- | ------------------------------------------------------------------------------------ |
| 1954 | That’s All Right RCA 82876-61921-2 (UK) Elvis at Sun                                                                           | — | — | — | UK3 (7 Wo.)UK | US— GoldUS | — | — | — | Erstveröffentlichung: 19. Juli 1954 Charteinstieg: 2004 |                                                                                      |
| 1955 | Baby Let’s Play House Sun 217 For LP Fans Only                                                                                 | — | — | — | — | — | Country10 (15 Wo.)Country | — | — | Erstveröffentlichung: April 1955 |                                                                                      |
| 1955 | I’m Left, You’re Right, She’s Gone For LP Fans Only                                                                            | — | — | — | UK21 (3 Wo.)UK | —[Country: ↑] | Country10 (15 Wo.)Country | — | — | in UK erst 1958 platziert |                                                                                      |
| 1955 | Mystery Train RCA Victor 47-6357 A Date with Elvis                                                                             | — | — | — | UK25 (5 Wo.)UK | — | Country11 (3 Wo.)Country | — | — | Erstveröffentlichung: August 1955 in UK erst 1957 platziert |                                                                                      |
| 1955 | I Don’t Care If the Sun Don’t Shine A Date with Elvis                                                                          | — | — | — | UK23 (4 Wo.)UK | US74 (6 Wo.)US | — | — | — | Erstveröffentlichung: Dezember 1955 Original: Patti Page (1950) |                                                                                      |
| 1956 | Heartbreak Hotel RCA Victor 47-6420 Elvis’ Golden Records                                                                      | DE10 (1½ Mt.)DE | — | — | UK2 Silber · (35 Wo.)UK | US1 ×2Doppelplatin · (27 Wo.)US | Country1 (27 Wo.)Country | R&B3 (13 Wo.)R&B | — | Erstveröffentlichung: 27. Januar 1956 in UK 1971 erneut auf Platz 10, 1996 auf Platz 45; 2007 in DE erneut auf Platz 90 Grammy Hall of Fame, Rock and Roll Hall of Fame, Platz 45 der Rolling-Stone-500                                                                   |                                                                                      |
| 1956 | I Forgot To Remember To Forget A Date with Elvis                                                                               | — | — | — | — | — | Country1 (40 Wo.)Country | — | — | Erstveröffentlichung: 22. März 1956 |                                                                                      |
| 1956 | I Was the One Elvis’ Golden Records                                                                                            | — | — | — | — | US23 (16 Wo.)US | — | — | — | |                                                                                      |
| 1956 | My Baby Left Me RCA Victor 47-6540 Elvis’ Golden Records                                                                       | — | — | — | UK19 (2 Wo.)UK | US31 (14 Wo.)US | Country13 (1 Wo.)Country | R&B3 (12 Wo.)R&B | — | Erstveröffentlichung: 4. Mai 1056 Original und Autor: Arthur Crudup (1950) in UK erst 2007 platziert |                                                                                      |
| 1956 | I Want You, I Need You, I Love You Elvis’ Golden Records                                                                       | — | — | — | UK14 (11 Wo.)UK | US3 Platin · (24 Wo.)US | Country1 (19 Wo.)Country[R&B: ↑] | R&B3 (12 Wo.)R&B | — | Erstveröffentlichung: 4. Mai 1956 |                                                                                      |
| 1956 | Hound Dog RCA Victor 47-6604 Elvis’ Golden Records                                                                             | DE13 (1 Mt.)DE | — | — | UK2 Gold · (25 Wo.)UK | US2 ×4Vierfachplatin · (28 Wo.)US | Country2 (8 Wo.)Country | R&B1 (17 Wo.)R&B | — | Erstveröffentlichung: 13. Juli 1956 Original: Big Mama Thornton (1953); 2007 in UK erneut auf Platz 14; Grammy Hall of Fame Platz 19 der Rolling-Stone-500 |                                                                                      |
| 1956 | Don’t Be Cruel Elvis’ Golden Records                                                                                           | DE20 (2 Mt.)DE | — | — | UK24 Silber · (14 Wo.)UK | US1 (27 Wo.)US | Country1 (29 Wo.)Country[R&B: ↑] | R&B1 (17 Wo.)R&B | — | Erstveröffentlichung: 13. Juli 1956 erst 1978 in UK platziert, 1992 in UK erneut auf Platz 42; Grammy Hall of Fame Platz 197 der Rolling-Stone-500 |                                                                                      |
| 1956 | Blue Suede Shoes RCA Victor 47-6636 Elvis Presley                                                                              | — | — | — | UK9 Silber · (12 Wo.)UK | US24 Gold · (12 Wo.)US | — | — | — | Erstveröffentlichung: 8. September 1956 2007 in UK erneut auf Platz 13 Platz 423 der Rolling-Stone-500 |                                                                                      |
| 1956 | Tutti Frutti Elvis Presley | DE17 (2 Mt.)DE | — | — | — | — | — | — | — | Erstveröffentlichung: 26. September 1956 in DE erst 1957 platziert |                                                                                      |
| 1956 | Blue Moon RCA Victor 47-6640 Elvis Presley                                                                                     | — | — | — | UK9 (11 Wo.)UK | US55 (17 Wo.)US | — | — | — | Erstveröffentlichung: August 1958 1934 ein Nummer-eins-Hit für das Glen Gray Orchestra |                                                                                      |
| 1956 | Money Honey RCA Victor 47-6641 Elvis Presley                                                                                   | — | — | — | — | US76 (5 Wo.)US | — | — | — | Erstveröffentlichung: August 1958 Original: The Drifters (1953) |                                                                                      |
| 1956 | Love Me Tender RCA Victor 47-6643 Elvis’ Golden Records                                                                        | DE— ×2DoppelplatinDE | — | — | UK11 Silber · (12 Wo.)UK | US1 ×3Dreifachplatin · (23 Wo.)US | Country3 (17 Wo.)Country | R&B3 (13 Wo.)R&B | — | Erstveröffentlichung: 28. September 1956 Film: Love Me Tender; basiert auf dem Song Aura Lee von 1861; 1987 in UK erneut auf Platz 56; Rock and Roll Hall of Fame Platz 437 der Rolling-Stone-500                                                                         |                                                                                      |
| 1956 | Anyway You Want Me (That’s How I Will Be) Elvis’ Golden Records                                                                | — | — | — | — | US27 (10 Wo.)US[Country: ↑] | Country3 (17 Wo.)Country | R&B12 (1 Wo.)R&B | — | |                                                                                      |
| 1956 | Love Me RCA Victor EPA-992 Elvis                                                                                               | — | — | — | — | US6 (19 Wo.)US | — | R&B7 (6 Wo.)R&B | — | Original: Willie & Ruth (1954) |                                                                                      |
| 1956 | When My Blue Moon Turns to Gold Again Elvis                                                                                    | — | — | — | — | US27 (15 Wo.)US | — | — | — | Original: Wiley Walker und Gene Sullivan (1941) |                                                                                      |
| 1956 | Paralyzed Elvis | — | — | — | UK8 (10 Wo.)UK | US59 (7 Wo.)US | — | — | — | |                                                                                      |
| 1956 | Poor Boy RCA Victor EPA-4006 For LP Fans Only                                                                                  | — | — | — | — | US35 (11 Wo.)US | — | — | — | Film: Love Me Tender |                                                                                      |
| 1956 | Old Shep RCA Victor EPA-993 /Elvis                                                                                             | — | — | — | — | US47 (2 Wo.)US | — | — | — | Autor: Red Foley (1933) |                                                                                      |
| 1957 | Too Much RCA Victor 47-6800 Elvis’ Golden Records                                                                              | — | — | — | UK6 (9 Wo.)UK | US2 Platin · (17 Wo.)US | Country5 (10 Wo.)Country | R&B3 (13 Wo.)R&B | — | Erstveröffentlichung: 4. Januar 1957 Original: Bernard Hardison (1955) |                                                                                      |
| 1957 | Playing for Keeps Elvis’ Golden Records                                                                                        | — | — | — | — | US34 (9 Wo.)US | — | — | — | |                                                                                      |
| 1957 | Rip It Up HMV POP 305 (UK) Elvis                                                                                               | — | — | — | UK27 (1 Wo.)UK | — | — | — | — | |                                                                                      |
| 1957 | All Shook Up RCA Victor 47-6870 Elvis’ Golden Records                                                                          | DE17 (2 Mt.)DE | — | — | UK1 Silber · (23 Wo.)UK | US1 ×2Doppelplatin · (30 Wo.)US | Country3 (16 Wo.)Country | R&B1 (14 Wo.)R&B | — | Erstveröffentlichung: 22. März 1957 1977 in UK erneut auf Platz 41 Platz 352 der Rolling-Stone-500 |                                                                                      |
| 1957 | That’s When Your Heartaches Begin Elvis’ Golden Records                                                                        | — | — | — | — | US58 (7 Wo.)US | — | — | — | Original: Ink Spots (1941) |                                                                                      |
| 1957 | (There’ll Be) Peace in the Valley (For Me)… RCA Victor EPA-4054 Elvis’ Christmas Album                                         | — | — | — | — | US39 Platin · (10 Wo.)US | — | — | — | Original: Red Foley (1951) |                                                                                      |
| 1957 | (Let Me Be Your) Teddy Bear RCA Victor 47-7000 Loving You                                                                      | — | — | — | UK3 (20 Wo.)UK | US1 ×2Doppelplatin · (25 Wo.)US | Country1 (20 Wo.)Country | R&B1 (15 Wo.)R&B | — | Erstveröffentlichung: 11. Juni 1957 Film: Loving You; 1978 in den US-Country-Charts erneut auf Platz 78, 2007 in UK erneut auf Platz 14 |                                                                                      |
| 1957 | Loving You | — | — | — | UK24 (2 Wo.)UK | US28 (22 Wo.)US | —[R&B: ↑] | R&B1 (15 Wo.)R&B | — | Erstveröffentlichung: 11. Juli 1957 Film: Loving You |                                                                                      |
| 1957 | Party RCA Victor 2-1515 Loving You                                                                                             | — | — | — | UK2 (16 Wo.)UK | — | — | — | — | 2007 in UK erneut auf Platz 14 |                                                                                      |
| 1957 | Mean Woman Blues Loving You | — | — | — | — | — | — | R&B11 (1 Wo.)R&B | — | |                                                                                      |
| 1957 | Got a Lot o’ Livin’ to Do Loving You                                                                                           | — | — | — | UK17 (4 Wo.)UK | — | — | — | — | |                                                                                      |
| 1957 | Jailhouse Rock RCA Victor 47-7035 Elvis’ Golden Records                                                                        | DE19 Gold · (1 Mt.)DE | — | CH96 (3 Wo.)CH | UK1 Platin · (39 Wo.)UK | US1 ×2Doppelplatin · (27 Wo.)US | Country1 (24 Wo.)Country | R&B1 (15 Wo.)R&B | — | Erstveröffentlichung: 24. September 1957 Film: Jailhouse Rock; in CH erst 2005 platziert; in UK 1971 erneut auf Platz 42, 1977 auf Platz 44, 1983 auf Platz 27, 2005 erneut auf Platz 1; Rock and Roll Hall of Fame Platz 67 der Rolling-Stone-500                        |                                                                                      |
| 1957 | Treat Me Nice Elvis’ Golden Records                                                                                            | — | — | — | — | US27 (10 Wo.)US | — | R&B7 (5 Wo.)R&B | — | Film: Jailhouse Rock |                                                                                      |
| 1957 | Trying to Get to You RCA Victor 47-6639 Elvis Presley                                                                          | — | — | — | UK16 (4 Wo.)UK | — | — | — | — | |                                                                                      |
| 1957 | Lawdy Miss Clawdy For LP Fans Only                                                                                             | — | — | — | UK15 (5 Wo.)UK | — | — | — | — | Original: Lloyd Price (1952) |                                                                                      |
| 1957 | Santa Bring My Baby Back to Me RCA Victor EPA-4108 Elvis’ Christmas Album                                                      | — | — | — | UK7 (9 Wo.)UK | — | — | — | — | |                                                                                      |
| 1958 | Don’t RCA Victor 47-7150 50,000,000 Elvis Fans Can’t Be Wrong: Elvis’ Gold Records, Vol. 2                                     | DE21 (3 Mt.)DE | — | — | UK2 (12 Wo.)UK | US1 Platin · (20 Wo.)US | Country2 (17 Wo.)Country | R&B4 (10 Wo.)R&B | — | Erstveröffentlichung: 7. Januar 1958 2007 in UK erneut auf Platz 14 |                                                                                      |
| 1958 | I Beg of You 50,000,000 Elvis Fans Can’t Be Wrong: Elvis’ Gold Records, Vol. 2                                                 | — | — | — | — | US8 (12 Wo.)US | Country8 (2 Wo.)Country | R&B5 (8 Wo.)R&B | — | |                                                                                      |
| 1958 | (You’re So Square) Baby I Don’t Care RCA Victor EPA-4114 A Date with Elvis                                                     | — | — | — | — | — | — | R&B14 (1 Wo.)R&B | — | |                                                                                      |
| 1958 | Wear My Ring Around Your Neck RCA Victor 47-7240 50,000,000 Elvis Fans Can’t Be Wrong: Elvis’ Gold Records, Vol. 2             | — | — | — | UK3 (10 Wo.)UK | US3 Platin · (15 Wo.)US | Country3 (13 Wo.)Country | R&B1 (11 Wo.)R&B | — | Erstveröffentlichung: 7. April 1958 2007 in UK erneut auf Platz 16 |                                                                                      |
| 1958 | Doncha’ Think It’s Time 50,000,000 Elvis Fans Can’t Be Wrong: Elvis’ Gold Records, Vol. 2                                      | — | — | — | — | US21 (6 Wo.)US[Country: ↑] | Country3 (13 Wo.)Country | R&B10 (2 Wo.)R&B | — | |                                                                                      |
| 1958 | Hard Headed Woman RCA Victor 47-7280 King Creole                                                                               | DE28 (1 Mt.)DE | — | — | UK2 (12 Wo.)UK | US2 Platin · (13 Wo.)US | Country2 (16 Wo.)Country | R&B2 (10 Wo.)R&B | — | Erstveröffentlichung: 10. Juni 1958 Film: King Creole; 2007 in UK erneut auf Platz 15 |                                                                                      |
| 1958 | Don’t Ask Me Why King Creole                                                                                                   | — | — | — | — | US28 (9 Wo.)US[Country: ↑] | Country2 (16 Wo.)Country | R&B9 (5 Wo.)R&B | — | Film: King Creole |                                                                                      |
| 1958 | King Creole RCA Victor EPA-4319 King Creole                                                                                    | — | — | — | UK2 (16 Wo.)UK | — | — | — | — | Film: King Creole 2007 in UK erneut auf Platz 15 |                                                                                      |
| 1958 | One Night RCA Victor 47-7410 50,000,000 Elvis Fans Can’t Be Wrong: Elvis’ Gold Records, Vol. 2                                 | — | — | — | UK1 (18 Wo.)UK | US4 (17 Wo.)US | Country24 (3 Wo.)Country | R&B10 (15 Wo.)R&B | — | Erstveröffentlichung: 21. Oktober 1958Original: Smiley Lewis (1956) als One Night (Of Sin); 2005 in UK erneut auf Platz 1 |                                                                                      |
| 1958 | I Got Stung 50,000,000 Elvis Fans Can’t Be Wrong: Elvis’ Gold Records, Vol. 2                                                  | — | — | —[UK: ↑] | UK1 (18 Wo.)UK | US8 Platin · (16 Wo.)US | — | — | — | 2005 in UK zusammen mit One Night erneut auf Platz 1 |                                                                                      |
| 1959 | I Need Your Love Tonight RCA Victor 47-7506 50,000,000 Elvis Fans Can’t Be Wrong: Elvis’ Gold Records, Vol. 2                  | DE15 (1 Mt.)DE | — | — | UK1 (20 Wo.)UK | US4 (13 Wo.)US | — | — | — | 2005 in UK erneut auf Platz 2 |                                                                                      |
| 1959 | (Now and Then There’s) A Fool Such As I 50,000,000 Elvis Fans Can’t Be Wrong: Elvis’ Gold Records, Vol. 2                      | — | — | —[UK: ↑] | UK1 (20 Wo.)UK | US2 Platin · (15 Wo.)US | — | R&B16 (7 Wo.)R&B | — | Original: Hank Snow (1953); 2005 in UK zusammen mit I Need Your Love Tonight erneut auf Platz 2 |                                                                                      |
| 1959 | A Big Hunk o’ Love RCA Victor 47-7600 50,000,000 Elvis Fans Can’t Be Wrong: Elvis’ Gold Records, Vol. 2                        | DE23 (3 Mt.)DE | — | — | UK4 (10 Wo.)UK | US1 Gold · (14 Wo.)US | — | R&B10 (7 Wo.)R&B | — | Erstveröffentlichung: 23. Juni 1959 2007 in UK erneut auf Platz 12 |                                                                                      |
| 1959 | My Wish Came True 50,000,000 Elvis Fans Can’t Be Wrong: Elvis’ Gold Records, Vol. 2                                            | — | — | — | — | US12 (11 Wo.)US | — | R&B15 (3 Wo.)R&B | — | |                                                                                      |
| 1960 | Stuck on You RCA Victor 47-7740 Elvis’ Golden Records, Vol. 3                                                                  | DE23 (3 Mt.)DE | — | — | UK3 (16 Wo.)UK | US1 Platin · (16 Wo.)US | Country27 (2 Wo.)Country | R&B6 (9 Wo.)R&B | — | Erstveröffentlichung: 23. März 1960 1988 in UK erneut auf Platz 58 |                                                                                      |
| 1960 | Fame and Fortune Elvis’ Golden Records, Vol. 3                                                                                 | — | — | — | — | US17 (10 Wo.)US | — | — | — | |                                                                                      |
| 1960 | It’s Now or Never RCA Victor 47-7777 Elvis’ Golden Records, Vol. 3                                                             | DE2 (6 Mt.)DE | — | — | UK1 Silber · (25 Wo.)UK | US1 Platin · (20 Wo.)US | — | R&B7 (7 Wo.)R&B | — | Erstveröffentlichung: 5. Juli 1960 italienisches Original: O sole mio (1899); in UK 1977 erneut auf Platz 39, 2005 erneut auf Platz 1 |                                                                                      |
| 1960 | A Mess of Blues Elvis’ Golden Records, Vol. 3                                                                                  | — | — | — | UK2 (18 Wo.)UK | US32 (11 Wo.)US | — | — | — | |                                                                                      |
| 1960 | Are You Lonesome Tonight? RCA Victor 47-7810 Elvis’ Golden Records, Vol. 3                                                     | DE4 (4 Mt.)DE | — | CH99 (2 Wo.)CH | UK1 Silber · (29 Wo.)UK | US1 ×2Doppelplatin · (16 Wo.)US | Country22 (6 Wo.)Country | R&B3 (10 Wo.)R&B | — | Original: Vaughn Deleath (1927); in CH erst 2005 platziert; in UK 1977 erneut auf Platz 46, 1982 erneut auf Platz 25, 2005 erneut auf Platz 2; Grammy Hall of Fame |                                                                                      |
| 1960 | I Gotta Know Elvis’ Golden Records, Vol. 3                                                                                     | — | — | — | — | US20 (11 Wo.)US | — | — | — | |                                                                                      |
| 1960 | Wooden Heart RCA Victor 47-9340 G.I. Blues                                                                                     | DE2 (5 Mt.)DE | — | — | UK1 (33 Wo.)UK | — | — | — | — | Erstveröffentlichung: 18. September 1960 basiert auf dem deutschen Volkslied Muss i denn; in UK 1977 erneut auf Platz 49, 2005 auf Platz 2 |                                                                                      |
| 1961 | Surrender RCA Victor 47-7850 Elvis’ Golden Records, Vol. 3                                                                     | DE6 (3 Mt.)DE | — | — | UK1 (20 Wo.)UK | US1 Platin · (12 Wo.)US | — | — | — | Erstveröffentlichung: 7. Februar 1961 basiert auf dem neapolitanischen Lied Torna a Surriento; 2005 in UK erneut auf Platz 2 |                                                                                      |
| 1961 | Lonely Man RCA LPC-128 Elvis’ Golden Records, Vol. 3                                                                           | — | — | — | — | US32 (5 Wo.)US | — | — | — | Film: Wild in the Country |                                                                                      |
| 1961 | Flaming Star Elvis by Request: Flaming Star and 3 Other Great Songs                                                            | — | — | — | — | US14 (7 Wo.)US | — | — | — | Film: Flaming Star |                                                                                      |
| 1961 | I Feel so Bad RCA Victor 47-7880 Elvis’ Golden Records, Vol. 3                                                                 | DE19 (1 Mt.)DE | — | — | UK4 (12 Wo.)UK | US5 Gold · (9 Wo.)US | — | R&B15 (3 Wo.)R&B | — | Original und Autor: Chuck Willis (1954) |                                                                                      |
| 1961 | Wild in the Country Elvis’ Golden Records, Vol. 3                                                                              | DE24 (2 Mt.)DE | — | —[UK: ↑] | UK4 (12 Wo.)UK | US26 (5 Wo.)US | — | — | — | Film: Wild in the Country |                                                                                      |
| 1961 | Little Sister RCA Victor 47-7908 Elvis’ Golden Records, Vol. 3                                                                 | DE25 (3 Mt.)DE | — | — | UK1 Silber · (16 Wo.)UK | US5 (13 Wo.)US | — | — | — | Erstveröffentlichung: 8. August 1961 |                                                                                      |
| 1961 | (Marie’s the Name) His Latest Flame Elvis’ Golden Records, Vol. 3                                                              | DE35 (1 Wo.)DE | — | —[UK: ↑] | UK1 Silber · (16 Wo.)UK | US4 Gold · (11 Wo.)US | — | — | A. C.2 (11 Wo.)A. C. | 2005 in UK erneut auf Platz 3 |                                                                                      |
| 1961 | Rock-A-Hula Baby RCA Victor 47-7968 Blue Hawaii                                                                                | DE26 (3 Mt.)DE | — | CH87 (1 Wo.)CH | UK1 ×2Doppelplatin · (24 Wo.)UK | US23 (9 Wo.)US | — | — | — | Erstveröffentlichung: 1. Oktober 1961 Film: Blue Hawaii in CH erst 2005 platziert; 2005 in UK erneut auf Platz 3 |                                                                                      |
| 1961 | Can’t Help Falling in Love Blue Hawaii                                                                                         | DE22 Gold · (1 Mt.)DE | — | —[UK: ↑] | UK1 ×2Doppelplatin · (24 Wo.)UK | US2 Platin · (14 Wo.)US | — | — | A. C.1 (9 Wo.)A. C. | Erstveröffentlichung: 21. November 1961 basiert auf dem französischen Lied Plaisir d’amour, Film: Blue Hawaii Platz 394 der Rolling-Stone-500 |                                                                                      |
| 1962 | Good Luck Charm RCA Victor 47-7992 Elvis’ Golden Records, Vol. 3                                                               | DE6 (5 Mt.)DE | — | — | UK1 (21 Wo.)UK | US1 Platin · (13 Wo.)US | — | — | — | Erstveröffentlichung: 27. Februar 1962 2005 in UK erneut auf Platz 2 |                                                                                      |
| 1962 | Anything That’s Part of You Elvis’ Golden Records, Vol. 3                                                                      | — | — | — | — | US31 (8 Wo.)US | — | — | A. C.6 (8 Wo.)A. C. | |                                                                                      |
| 1962 | No More / Sentimental Me RCA Victor 45-1242 (DE) Blue Hawaii (Soundtrack)                                                      | DE12 (4 Mt.)DE | — | — | — | — | — | — | — | Erstveröffentlichung: 20. März 1962 |                                                                                      |
| 1962 | Follow That Dream RCA Victor EPA-4368 Follow That Dream                                                                        | — | — | — | — | US15 (10 Wo.)US | — | — | A. C.5 (6 Wo.)A. C. | Erstveröffentlichung: Juni 1962 Film: Follow That Dream |                                                                                      |
| 1962 | She’s Not You RCA Victor 47-8041 Elvis’ Golden Records, Vol. 3                                                                 | DE15 (3 Mt.)DE | — | CH100 (1 Wo.)CH | UK1 (18 Wo.)UK | US5 Gold · (10 Wo.)US | — | R&B13 (5 Wo.)R&B | A. C.2 (10 Wo.)A. C. | Erstveröffentlichung: 17. Juli 1962 in CH erst 2005 platziert; 2005 in UK erneut auf Platz 3 |                                                                                      |
| 1962 | Just Tell Her Jim Said Hello Elvis’ Golden Records, Vol. 3                                                                     | — | — | — | — | US55 (5 Wo.)US | — | — | A. C.14 (1 Wo.)A. C. | |                                                                                      |
| 1962 | King of the Whole Wide World RCA Victor EPA-4371 C’mon Everybody                                                               | DE26 (4 Mt.)DE | — | — | — | US30 (7 Wo.)US | — | — | — | Film: Kid Galahad |                                                                                      |
| 1962 | Return to Sender RCA Victor 47-8100 Girls! Girls! Girls!                                                                       | DE15 (5 Mt.)DE | — | CH99 (2 Wo.)CH | UK1 Gold · (21 Wo.)UK | US2 Platin · (16 Wo.)US | — | R&B5 (12 Wo.)R&B | — | Erstveröffentlichung: 2. Oktober 1962 Film: Girls! Girls! Girls! in US fünf Wochen auf Platz 2; in CH erst 2005 platziert; in UK 1977 erneut auf Platz 42, 2005 auf Platz 5                                                                                               |                                                                                      |
| 1962 | Where Do You Come From Girls! Girls! Girls!                                                                                    | — | — | — | — | US99 (1 Wo.)US | — | — | — | Film: Girls! Girls! Girls! |                                                                                      |
| 1963 | One Broken Heart for Sale RCA Victor 47-8134 It Happened at the World’s Fair                                                   | DE23 (1 Mt.)DE | — | — | UK12 (9 Wo.)UK | US11 Gold · (9 Wo.)US | — | R&B21 (4 Wo.)R&B | — | Erstveröffentlichung: 1. Mai 1963 Film: It Happened at the World’s Fair |                                                                                      |
| 1963 | They Remind Me Too Much of You It Happened at the World’s Fair                                                                 | — | — | — | — | US53 (4 Wo.)US | — | — | — | Film: It Happened at the World’s Fair |                                                                                      |
| 1963 | Kiss Me Quick RCA Victor 447-0639 Pot Luck                                                                                     | DE3 (7 Mt.)DE | — | — | UK14 (10 Wo.)UK | US34 (6 Wo.)US | — | — | — | |                                                                                      |
| 1963 | (You’re The) Devil in Disguise RCA Victor 47-8188 Elvis’ Gold Records, Vol. 4                                                  | DE2 (5 Mt.)DE | — | — | UK1 Gold · (17 Wo.)UK | US3 Gold · (11 Wo.)US | — | R&B9 (8 Wo.)R&B | — | Erstveröffentlichung: 18. Juni 1963 2005 in UK erneut auf Platz 2 |                                                                                      |
| 1963 | Bossa Nova Baby RCA Victor 47-8243 Fun in Acapulco                                                                             | DE12 (4 Mt.)DE | — | — | UK13 (8 Wo.)UK | US8 Gold · (10 Wo.)US | — | R&B20 (2 Wo.)R&B | — | Erstveröffentlichung: 1. Oktober 1963 Original: Tippie & the Clovers (1962); Film: Fun in Acapulco |                                                                                      |
| 1963 | Witchcraft Fun in Acapulco (Soundtrack)[DE: ↑]                                                                                 | DE12 (4 Mt.)DE | — | — | — | US32 (7 Wo.)US | — | — | — | Original: The Spiders (1956) |                                                                                      |
| 1964 | Kissin’ Cousins RCA Victor 47-8307 Kissin’ Cousins                                                                             | DE27 (2 Mt.)DE | — | — | UK10 (11 Wo.)UK | US12 Gold · (9 Wo.)US | — | — | — | Film: Kissin’ Cousins |                                                                                      |
| 1964 | It Hurts Me Kissin’ Cousins (Soundtrack)                                                                                       | — | — | — | — | US29 (7 Wo.)US | — | — | — | |                                                                                      |
| 1964 | Mexico RCA Victor 47-9508 Fun in Acapulco                                                                                      | DE23 (2 Mt.)DE | — | — | — | — | — | — | — | |                                                                                      |
| 1964 | Viva Las Vegas RCA Victor 47-8360 Elvis’ Gold Records, Vol. 4                                                                  | DE21 (2 Mt.)DE | — | — | UK15 Silber · (13 Wo.)UK | US29 Gold · (8 Wo.)US | — | — | — | Film: Viva Las Vegas; 1964 in UK nur auf Platz 17, 2007 Wiedereinstieg auf Platz 15 |                                                                                      |
| 1964 | What’d I Say Elvis’ Gold Records, Vol. 4                                                                                       | — | — | — | — | US21 (6 Wo.)US | — | — | — | Film: Viva Las Vegas |                                                                                      |
| 1964 | Such a Night RCA Victor 47-8400 Elvis Is Back!                                                                                 | DE40 (2 Mt.)DE | AT7 (1 Mt.)AT | — | UK13 (10 Wo.)UK | US16 (8 Wo.)US | — | — | — | Original: Clyde McPhatter & The Drifters (1954) |                                                                                      |
| 1964 | Ain’t That Loving You Baby RCA Victor 47-8440 Elvis’ Gold Records, Vol. 4                                                      | — | — | — | UK15 (13 Wo.)UK | US16 Gold · (10 Wo.)US | — | — | — | Erstveröffentlichung: 22. September 1964 1987 in UK erneut auf Platz 47 |                                                                                      |
| 1964 | Ask Me Elvis’ Gold Records, Vol. 4                                                                                             | — | — | — | — | US12 (12 Wo.)US | — | — | — | |                                                                                      |
| 1964 | Blue Christmas RCA Victor 447-0720 Elvis’ Christmas Album                                                                      | DE92 (2 Wo.)DE | AT70 (2 Wo.)AT | CH41 (9 Wo.)CH | UK11 Platin · (29 Wo.)UK | US18 Platin · (16 Wo.)US | Country55 (2 Wo.)Country | — | — | in den US-Country-Charts erst 1998, in den anderen Charts teilweise erst ab 2016 platziert, siehe auch Liedartikel |                                                                                      |
| 1965 | Do the Clam RCA Victor 47-8500 Girl Happy                                                                                      | — | — | — | UK19 (8 Wo.)UK | US21 (8 Wo.)US | — | — | — | Erstveröffentlichung: März 1965 Film: Girl Happy |                                                                                      |
| 1965 | Crying in the Chapel RCA Victor 447-0643 How Great Thou Art                                                                    | DE23 (2½ Mt.)DE | — | — | UK1 (21 Wo.)UK | US3 Platin · (14 Wo.)US | — | — | A. C.1 (13 Wo.)A. C. | Erstveröffentlichung: 6. April 1965 Original: Darrell Glenn (1953); in UK 1977 erneut auf Platz 43, 2005 auf Platz 2 |                                                                                      |
| 1965 | It Feels so Right RCA Victor 47-8585 Elvis Is Back!                                                                            | — | — | — | — | US55 (6 Wo.)US | — | — | — | Film: Tickle Me |                                                                                      |
| 1965 | (Such An) Easy Question Pot Luck                                                                                               | — | — | — | — | US11 (8 Wo.)US | — | — | A. C.1 (7 Wo.)A. C. | Erstveröffentlichung: Mai 1965 |                                                                                      |
| 1965 | I’m Yours RCA Victor 47-8657 Pot Luck with Elvis                                                                               | — | — | — | — | US11 Gold · (11 Wo.)US | — | — | A. C.1 (14 Wo.)A. C. | Erstveröffentlichung: August 1965 |                                                                                      |
| 1965 | Puppet on a String RCA Victor 447-0650 Girl Happy                                                                              | — | — | — | — | US14 Gold · (10 Wo.)US | Country78 (4 Wo.)Country | — | A. C.3 (12 Wo.)A. C. | Erstveröffentlichung: Oktober 1965 Film: Girl Happy in den US-Country-Charts erst 1978 platziert |                                                                                      |
| 1965 | Tell Me Why RCA Victor 47-8740 The Other Sides: Worldwide Gold Award Hits, Vol. 2                                              | — | — | — | UK15 (10 Wo.)UK | US33 Gold · (7 Wo.)US | — | — | — | bereits 1957 aufgenommen |                                                                                      |
| 1966 | Blue River The Other Sides: Worldwide Gold Award Hits, Vol. 2                                                                  | — | — | — | UK22 (7 Wo.)UK | US95 (1 Wo.)US | — | — | — | bereits 1963 aufgenommen |                                                                                      |
| 1966 | Frankie and Johnny RCA Victor 47-8780 Frankie and Johnny                                                                       | — | — | — | UK21 (9 Wo.)UK | US25 Gold · (8 Wo.)US | — | — | A. C.3 (8 Wo.)A. C. | Traditional Film: Frankie and Johnny |                                                                                      |
| 1966 | Please Don't Stop Loving Me Frankie and Johnny                                                                                 | — | — | — | — | US45 (8 Wo.)US | — | — | — | Film: Frankie and Johnny |                                                                                      |
| 1966 | Love Letters RCA Victor 47-8870 Elvis’ Gold Records, Vol. 4                                                                    | — | — | — | UK6 (10 Wo.)UK | US19 (7 Wo.)US | — | — | A. C.38 (3 Wo.)A. C. | Original: Dick Haymes (1945) |                                                                                      |
| 1966 | All That I Am RCA Victor 47-8941 Spinout (Soundtrack)                                                                          | — | — | — | UK18 (8 Wo.)UK | US41 (8 Wo.)US | — | — | A. C.9 (11 Wo.)A. C. | Film: Spinout |                                                                                      |
| 1966 | Spinout Spinout (Soundtrack)                                                                                                   | — | — | — | — | US40 (7 Wo.)US | — | — | — | Film: Spinout |                                                                                      |
| 1966 | If Every Day Was Like Christmas RCA Victor 47-8950 Elvis Christmas Album                                                       | — | — | — | UK9 (7 Wo.)UK | — | — | — | — | |                                                                                      |
| 1967 | Indescribably Blue RCA Victor 47-9056 Elvis’ Gold Records, Vol. 4                                                              | — | — | — | UK21 (5 Wo.)UK | US33 (8 Wo.)US | — | — | — | |                                                                                      |
| 1967 | You Gotta Stop / The Love Machine RCA 1593 (UK) I Got Lucky                                                                    | — | — | — | UK38 (5 Wo.)UK | — | — | — | — | |                                                                                      |
| 1967 | Long Legged Girl (With the Short Dress On) RCA Victor 47-9115 Double Trouble                                                   | — | — | — | UK49 (2 Wo.)UK | US63 (5 Wo.)US | — | — | — | Erstveröffentlichung: Mai 1967 Film: Double Trouble |                                                                                      |
| 1967 | That’s Someone You Never Forget Pot Luck                                                                                       | — | — | — | — | US92 (1 Wo.)US | — | — | — | |                                                                                      |
| 1967 | There’s Always Me RCA Victor 47-9287 Something for Everybody                                                                   | — | — | — | — | US56 (6 Wo.)US | — | — | — | |                                                                                      |
| 1967 | Judy Something for Everybody                                                                                                   | — | — | — | — | US78 (5 Wo.)US | — | — | — | |                                                                                      |
| 1967 | You Don’t Know Me RCA Victor 47-9341 Clambake                                                                                  | — | — | — | — | US44 (6 Wo.)US | — | — | A. C.34 (2 Wo.)A. C. | Film: Clambake |                                                                                      |
| 1967 | Big Boss Man Clambake | — | — | — | — | US38 (6 Wo.)US | — | — | — | Film: Clambake |                                                                                      |
| 1968 | Guitar Man RCA Victor 47-9425 Clambake                                                                                         | — | — | — | UK19 (13 Wo.)UK | US28 (16 Wo.)US | Country1 (13 Wo.)Country | — | — | Original und Autor: Jerry Reed; Film: Clambake; 1981 in UK erneut auf Platz 43 |                                                                                      |
| 1968 | Stay Away RCA Victor 47-9465 Almost in Love                                                                                    | — | — | — | — | US67 (5 Wo.)US | — | — | — | Melodie: Greensleeves Film: Stay Away, Joe |                                                                                      |
| 1968 | U. S. Male Almost in Love | — | — | — | UK15 (8 Wo.)UK | US28 (9 Wo.)US | Country55 (6 Wo.)Country | — | — | Original und Autor: Jerry Reed |                                                                                      |
| 1968 | You’ll Never Walk Alone RCA Victor 47-9600 You’ll Never Walk Alone                                                             | — | — | — | UK44 (3 Wo.)UK | US90 (2 Wo.)US | Country73 (4 Wo.)Country | — | — | das Original stammt aus dem Musical Carousel (1945); in den US-Country-Charts erst 1982 platziert |                                                                                      |
| 1968 | Let Yourself Go RCA Victor 47-9547 Speedway                                                                                    | — | — | — | — | US71 (5 Wo.)US | — | — | — | Film: Speedway |                                                                                      |
| 1968 | Your Time Hasn't Come Yet, Baby Speedway                                                                                       | — | — | — | UK22 (11 Wo.)UK | US72 (7 Wo.)US | Country50 (8 Wo.)Country | — | — | Film: Speedway |                                                                                      |
| 1968 | Almost in Love RCA Victor 47-9610 Almost in Love                                                                               | — | — | — | — | US95 (2 Wo.)US | — | — | — | Film: Live a Little, Love a Little |                                                                                      |
| 1968 | A Little Less Conversation Almost in Love                                                                                      | — | — | — | — | US69 (4 Wo.)US | — | — | — | Film: Live a Little, Love a Little; 2002 als Remix erneut in den Charts |                                                                                      |
| 1968 | If I Can Dream RCA Victor 47-9670 Elvis TV Special                                                                             | — | — | — | UK11 Platin · (11 Wo.)UK | US12 Gold · (13 Wo.)US | — | — | — | Erstveröffentlichung: 5. November 1968 2007 in UK erneut auf Platz 17 |                                                                                      |
| 1969 | Memories RCA Victor 47-9731 Elvis TV Special                                                                                   | — | — | — | — | US35 (7 Wo.)US | Country56 (2 Wo.)Country | — | A. C.7 (7 Wo.)A. C. | Erstveröffentlichung: März 1969 |                                                                                      |
| 1969 | In the Ghetto RCA Victor 47-9741 From Elvis in Memphis                                                                         | DE1 Gold · (20 Wo.)DE | AT6 (4 Mt.)AT | CH2 (14 Wo.)CH | UK2 Platin · (18 Wo.)UK | US3 Platin · (13 Wo.)US | Country60 (7 Wo.)Country | — | A. C.8 (11 Wo.)A. C. | Erstveröffentlichung: 14. April 1969 2007 in UK erneut auf Platz 13; 2007 in DE erneut auf Platz 92 |                                                                                      |
| 1969 | Clean Up Your Own Back Yard RCA Victor 47-9747 Almost in Love                                                                  | — | — | — | UK21 (7 Wo.)UK | US35 Gold · (8 Wo.)US | Country74 (3 Wo.)Country | — | A. C.37 (2 Wo.)A. C. | Erstveröffentlichung: Juni 1969 Film: The Trouble with Girls |                                                                                      |
| 1969 | Suspicious Minds RCA Victor 47-9764 From Memphis to Vegas                                                                      | DE7 (18 Wo.)DE | AT13 (3 Mt.)AT | CH42 (1 Wo.)CH | UK2 ×2Doppelplatin · (22 Wo.)UK | US1 Platin · (15 Wo.)US | — | — | A. C.4 (8 Wo.)A. C. | Erstveröffentlichung: 26. August 1969 Original und Autor: Mark James (1968); in CH erst 2007 platziert; in UK 2001 erneut auf Platz 15, 2007 auf Platz 11; 2007 in DE erneut auf Platz 75; Grammy Hall of Fame, Rock and Roll Hall of Fame Platz 91 der Rolling-Stone-500 |                                                                                      |
| 1969 | Don’t Cry Daddy RCA Victor 47-9768 Worldwide 50 Gold Award Hits, Vol. 1                                                        | DE14 (2½ Mt.)DE | — | — | UK8 (11 Wo.)UK | US6 Platin · (15 Wo.)US | Country13 (12 Wo.)Country | — | A. C.3 (11 Wo.)A. C. | Erstveröffentlichung: November 1969 1970 in US einzeln erneut auf Platz 17 |                                                                                      |
| 1969 | Rubberneckin’ Almost in Love                                                                                                   | — | — | — | —[US: ↑][Country: ↑] | US6 Platin · (15 Wo.)US | Country13 (12 Wo.)Country | —[A. C.: ↑] | A. C.3 (11 Wo.)A. C. | Film: Change of Habit; 1970 in US einzeln erneut auf Platz 14; 2003 als Remix erneut in den Charts |                                                                                      |
| 1970 | Kentucky Rain RCA Victor 47-9791 Worldwide 50 Gold Award Hits, Vol. 1                                                          | DE40 (½ Mt.)DE | — | — | UK21 (12 Wo.)UK | US16 Gold · (9 Wo.)US | Country31 (10 Wo.)Country | — | A. C.3 (9 Wo.)A. C. | Erstveröffentlichung: Januar 1970 |                                                                                      |
| 1970 | Mama Liked the Roses RCA Victor 47-9835 Elvis’ Christmas Album                                                                 | — | — | — | — | US9 Gold · (12 Wo.)US | Country37 (10 Wo.)Country | — | A. C.1 (9 Wo.)A. C. | |                                                                                      |
| 1970 | The Wonder of You On Stage | DE22 (1½ Mt.)DE | — | — | UK1 Gold · (26 Wo.)UK[US: ↑][Country: ↑] | US9 Gold · (12 Wo.)US | Country37 (10 Wo.)Country | —[A. C.: ↑] | A. C.1 (9 Wo.)A. C. | Erstveröffentlichung: 20. April 1970 Live-Aufnahme; in UK 1977 erneut auf Platz 48, 2005 auf Platz 4 |                                                                                      |
| 1970 | I’ve Lost You RCA Victor 47-9873 That’s the Way It Is                                                                          | DE40 (½ Mt.)DE | — | — | UK9 (12 Wo.)UK | US32 Gold · (9 Wo.)US | Country57 (6 Wo.)Country | — | A. C.5 (10 Wo.)A. C. | Erstveröffentlichung: Juli 1970 Film: Elvis – That’s the Way It Is |                                                                                      |
| 1970 | The Next Step Is Love That’s the Way It Is                                                                                     | — | — | — | —[US: ↑][Country: ↑] | US32 Gold · (9 Wo.)US | Country57 (6 Wo.)Country | —[A. C.: ↑] | A. C.5 (10 Wo.)A. C. | Film: Elvis – That’s the Way It Is |                                                                                      |
| 1970 | You Don’t Have to Say You Love Me RCA Victor 47-9916 That’s the Way It Is                                                      | — | — | — | UK9 (11 Wo.)UK | US11 Gold · (10 Wo.)US | Country56 (5 Wo.)Country | — | A. C.1 (11 Wo.)A. C. | Erstveröffentlichung: 1. Oktober 1970 Film: Elvis – That’s the Way It Is; 2007 in UK erneut auf Platz 16 |                                                                                      |
| 1970 | Patch It Up That’s the Way It Is                                                                                               | — | — | — | —[US: ↑][Country: ↑] | US11 Gold · (10 Wo.)US | Country56 (5 Wo.)Country | —[A. C.: ↑] | A. C.1 (11 Wo.)A. C. | Film: Elvis – That’s the Way It Is |                                                                                      |
| 1970 | I Really Don’t Want to Know RCA Victor 47-9960 Elvis Country (I’m 10,000 Years Old)                                            | — | — | — | — | US21 Gold · (9 Wo.)US | Country23 (5 Wo.)Country | — | A. C.2 (9 Wo.)A. C. | Original: Les Paul & Mary Ford (1954) |                                                                                      |
| 1970 | There Goes My Everything Elvis Country (I’m 10,000 Years Old)                                                                  | — | — | — | UK6 (11 Wo.)UK[US: ↑] | US21 Gold · (9 Wo.)US | Country9 (8 Wo.)Country | —[A. C.: ↑] | A. C.2 (9 Wo.)A. C. | |                                                                                      |
| 1971 | Rags to Riches RCA Victor 47-9980 He Walks Beside Me                                                                           | — | — | — | UK9 (11 Wo.)UK | US33 (7 Wo.)US | Country55 (8 Wo.)Country | — | A. C.18 (5 Wo.)A. C. | Erstveröffentlichung: März 1971 Original: Tony Bennett (1953 Platz 1) |                                                                                      |
| 1971 | Where Did They Go, Lord He Walks Beside Me                                                                                     | — | — | — | —[US: ↑][Country: ↑] | US33 (7 Wo.)US | Country55 (8 Wo.)Country | —[A. C.: ↑] | A. C.18 (5 Wo.)A. C. | |                                                                                      |
| 1971 | Life / Only Believe RCA Victor 47-9985 Love Letters from Elvis                                                                 | — | — | — | — | US53 (7 Wo.)US | Country34 (8 Wo.)Country | — | A. C.8 (7 Wo.)A. C. | Erstveröffentlichung: Mai 1971 |                                                                                      |
| 1971 | I’m Leavin’ RCA Victor 47-9998 Elvis Aron Presley                                                                              | — | — | — | UK23 (9 Wo.)UK | US36 (9 Wo.)US | Country27 (1 Wo.)Country | — | A. C.2 (8 Wo.)A. C. | |                                                                                      |
| 1971 | It’s Only Love RCA Victor 48-1017 Elvis Aron Presley                                                                           | — | — | — | — | US51 (6 Wo.)US | — | — | A. C.33 (1 Wo.)A. C. | Erstveröffentlichung: Oktober 1971 |                                                                                      |
| 1971 | I Just Can’t Help Believing RCA 2158 (UK) That’s the Way It Is                                                                 | — | — | — | UK6 (16 Wo.)UK | — | — | — | — | Erstveröffentlichung: 3. Dezember 1971 |                                                                                      |
| 1972 | Until It’s Time for You to Go RCA Victor 74-0619 Elvis Now                                                                     | — | — | — | UK5 (9 Wo.)UK | US40 (9 Wo.)US | Country68 (2 Wo.)Country | — | A. C.9 (7 Wo.)A. C. | Erstveröffentlichung: Januar 1972 Original und Autor: Buffy Sainte-Marie (1970) |                                                                                      |
| 1972 | An American Trilogy RCA Victor 74-0672 Elvis: As Recorded at Madison Square Garden                                             | — | — | — | UK8 Silber · (12 Wo.)UK | US66 (6 Wo.)US | — | — | A. C.31 (4 Wo.)A. C. | Erstveröffentlichung: April 1972 Live-Aufnahme, Medley aus Dixie, The Battle Hymn of the Republic und All My Trials; 2007 in UK erneut auf Platz 12 |                                                                                      |
| 1972 | Burning Love RCA Victor 74-0769 Burning Love and Hits from His Movies, Volume 2                                                | DE31 (4 Wo.)DE | — | CH72 (4 Wo.)CH | UK7 Platin · (10 Wo.)UK | US2 Platin · (15 Wo.)US | — | — | A. C.9 (12 Wo.)A. C. | Erstveröffentlichung: August 1972 in CH erst 2002 platziert, 2007 in UK erneut auf Platz 13 |                                                                                      |
| 1972 | It’s a Matter of Time Burning Love and Hits from His Movies, Volume 2                                                          | — | — | — | — | — | Country36 (13 Wo.)Country | — | A. C.27 (2 Wo.)A. C. | |                                                                                      |
| 1972 | Separate Ways RCA Victor 74-0815 Separate Ways                                                                                 | — | — | — | — | US20 Gold · (12 Wo.)US | Country16 (12 Wo.)Country | — | A. C.3 (12 Wo.)A. C. | Erstveröffentlichung: November 1972 Filmdokumentation: Elvis On Tour |                                                                                      |
| 1972 | Always on My Mind Separate Ways                                                                                                | — | — | CH39 (2 Wo.)CH | UK9 Gold · (24 Wo.)UK | — | Country74 (1 Wo.)Country | — | — | Erstveröffentlichung: November 1972 in CH erst 2007 platziert; in UK 1985 auf Platz 59, 1997 auf Platz 13, 2007 auf Platz 17 |                                                                                      |
| 1973 | Steamroller Blues RCA Victor 74-0910 Aloha from Hawaii: Via Satellite                                                          | — | — | — | UK15 (10 Wo.)UK | US17 (12 Wo.)US | — | — | A. C.12 (8 Wo.)A. C. | Erstveröffentlichung: 1. März 1973 Live-Aufnahme Original und Autor: James Taylor (1970) |                                                                                      |
| 1973 | Fool Elvis (1973) | — | — | — | —[US: ↑] | US17 (12 Wo.)US | — | —[A. C.: ↑] | A. C.12 (8 Wo.)A. C. | |                                                                                      |
| 1973 | Polk Salad Annie RCA 2359 (UK) On Stage                                                                                        | — | — | — | UK23 (7 Wo.)UK | — | — | — | — | Erstveröffentlichung: 19. Mai 1973 Original und Autor: Tony Joe White (1968) |                                                                                      |
| 1973 | For Ol’ Times Sake RCA APBO-0088 (US) Raised on Rock                                                                           | — | — | — | — | US41 (9 Wo.)US | Country42 (10 Wo.)Country | — | A. C.27 (7 Wo.)A. C. | Erstveröffentlichung: September 1973 |                                                                                      |
| 1973 | Raised on Rock | — | — | — | UK36 (7 Wo.)UK[US: ↑][Country: ↑] | US41 (9 Wo.)US | Country42 (10 Wo.)Country | —[A. C.: ↑] | A. C.27 (7 Wo.)A. C. | |                                                                                      |
| 1974 | I’ve Got a Thing About You Baby RCA APBO-0196 Good Times                                                                       | — | — | — | UK33 (5 Wo.)UK | US39 (12 Wo.)US | Country4 (13 Wo.)Country | — | A. C.27 (10 Wo.)A. C. | Erstveröffentlichung: Januar 1974 |                                                                                      |
| 1974 | Take Good Care of Her Good Times                                                                                               | — | — | — | —[US: ↑][Country: ↑] | US39 (12 Wo.)US | Country4 (13 Wo.)Country | —[A. C.: ↑] | A. C.27 (10 Wo.)A. C. | |                                                                                      |
| 1974 | If You Talk in Your Sleep RCA APBO-0280 Promised Land                                                                          | — | — | — | UK40 (3 Wo.)UK | US17 (13 Wo.)US | — | — | A. C.6 (14 Wo.)A. C. | Erstveröffentlichung: Mai 1974 |                                                                                      |
| 1974 | Help Me Promised Land | — | — | — | — | — | — | —[A. C.: ↑] | A. C.6 (14 Wo.)A. C. | |                                                                                      |
| 1974 | It’s Midnight RCA Victor PB-10074 Promised Land                                                                                | — | — | — | — | US14 (13 Wo.)US | Country14 (9 Wo.)Country | — | A. C.8 (11 Wo.)A. C. | |                                                                                      |
| 1974 | Promised Land | — | — | — | UK9 (8 Wo.)UK[US: ↑] | US14 (13 Wo.)US | Country9 (5 Wo.)Country | —[A. C.: ↑] | A. C.8 (11 Wo.)A. C. | Erstveröffentlichung: Oktober 1974 Original und Autor: Chuck Berry (1964) |                                                                                      |
| 1974 | My Boy RCA Victor PB-10191 Good Times                                                                                          | — | — | — | UK5 Silber · (13 Wo.)UK | US20 (11 Wo.)US | Country14 (10 Wo.)Country | — | A. C.1 (12 Wo.)A. C. | |                                                                                      |
| 1975 | T-R-O-U-B-L-E RCA Victor PB-10278 Today                                                                                        | — | — | — | UK31 (4 Wo.)UK | US35 (9 Wo.)US | Country11 (13 Wo.)Country | — | A. C.42 (4 Wo.)A. C. | Erstveröffentlichung: Mai 1975 |                                                                                      |
| 1975 | Bringing It Back RCA Victor PB-10401 Today                                                                                     | — | — | — | — | US65 (5 Wo.)US | — | — | — | |                                                                                      |
| 1975 | Pieces of My Life Today | — | — | — | — | — | Country33 (10 Wo.)Country | — | — | Erstveröffentlichung: 30. September 1975 |                                                                                      |
| 1975 | Green, Green Grass of Home RCA 2635 (UK) Today                                                                                 | — | — | — | UK29 (7 Wo.)UK | — | — | — | — | Erstveröffentlichung: Oktober 1975 1966 ein Nummer-eins-Hit für Tom Jones |                                                                                      |
| 1976 | Hurt RCA Victor PB-10601 From Elvis Presley Boulevard, Memphis, Tennessee                                                      | — | — | — | UK37 (5 Wo.)UK | US28 (11 Wo.)US | Country6 (11 Wo.)Country | — | A. C.7 (10 Wo.)A. C. | Erstveröffentlichung: März 1976 Original: Roy Hamilton (1955) |                                                                                      |
| 1976 | For the Heart From Elvis Presley Boulevard, Memphis, Tennessee                                                                 | — | — | — | —[US: ↑] | US28 (11 Wo.)US | Country45 (1 Wo.)Country | — | — | |                                                                                      |
| 1976 | Suspicion / Girl of My Best Friend RCA 2729 + RCA 2768 (UK) Pot Luck with Elvis                                                | — | — | — | UK9 (12 Wo.)UK | — | — | — | — | |                                                                                      |
| 1976 | Moody Blue RCA Victor PB-10857 Moody Blue                                                                                      | — | — | — | UK6 (9 Wo.)UK | US31 (13 Wo.)US | Country1 (16 Wo.)Country | — | A. C.2 (14 Wo.)A. C. | Erstveröffentlichung: 29. November 1976 |                                                                                      |
| 1976 | She Thinks I Still Care Moody Blue                                                                                             | — | — | — | —[US: ↑][Country: ↑] | US31 (13 Wo.)US | Country1 (16 Wo.)Country | —[A. C.: ↑] | A. C.2 (14 Wo.)A. C. | |                                                                                      |
| 1977 | Way Down RCA PB-10998 Moody Blue                                                                                               | DE15 (10 Wo.)DE | AT19 (1 Mt.)AT | CH94 (1 Wo.)CH | UK1 Gold · (17 Wo.)UK | US18 Platin · (21 Wo.)US | Country1 (17 Wo.)Country | — | A. C.14 (19 Wo.)A. C. | Erstveröffentlichung: 6. Juli 1977 in CH erst 2005 platziert, in UK 2005 erneut auf Platz 2 |                                                                                      |
| 1977 | Pledging My Love Moody Blue | — | — | — | —[US: ↑][Country: ↑] | US18 Platin · (21 Wo.)US | Country1 (17 Wo.)Country | — | — | |                                                                                      |
| 1977 | My Way RCA PB-11165 Elvis in Concert                                                                                           | — | — | — | UK9 Silber · (8 Wo.)UK | US22 Gold · (12 Wo.)US | Country2 (15 Wo.)Country | — | A. C.6 (13 Wo.)A. C. | Live-Aufnahme Original: Frank Sinatra (1969) |                                                                                      |
| 1978 | Unchained Melody / Softly, As I Leave You RCA PB-11212 Elvis Aron Presley                                                      | — | — | — | — | — | Country6 (11 Wo.)Country | — | — | Erstveröffentlichung: 24. März 1978 |                                                                                      |
| 1979 | Are You Sincere / Solitaire RCA PB-11533 Our Memories of Elvis                                                                 | — | — | — | — | — | Country10 (12 Wo.)Country | — | — | |                                                                                      |
| 1979 | There’s a Honky Tonk Angel (Who Will Take Me Back In) / I Got a Feelin’ in My Body RCA PB-11679 Our Memories of Elvis Volume 2 | — | — | — | — | — | Country6 (13 Wo.)Country | — | — | |                                                                                      |
| 1979 | It Won’t Seem Like Christmas Without You RCA PB 9464 (UK) Elvis sings the Wonderful World of Christmas                         | — | — | — | UK13 (6 Wo.)UK | — | — | — | — | |                                                                                      |
| 1980 | It’s Only Love / Beyond the Reef RCA 4 (UK) Elvis Aron Presley                                                                 | — | — | — | UK3 Silber · (10 Wo.)UK | — | — | — | — | |                                                                                      |
| 1980 | Santa Claus Is Back in Town RCA 16 (UK) Elvis’ Christmas Album                                                                 | — | — | — | UK41 (6 Wo.)UK | — | — | — | — | |                                                                                      |
| 1981 | Guitar Man (Remix) RCA PB-12158 Guitar Man                                                                                     | — | — | — | UK43 (4 Wo.)UK | US28 (14 Wo.)US | — | — | A. C.16 (9 Wo.)A. C. | Remix von Felton Jarvis, Original von 1968 |                                                                                      |
| 1981 | You Asked Me To RCA PB-12205 Guitar Man                                                                                        | — | — | — | — | — | Country8 (15 Wo.)Country | — | — | |                                                                                      |
| 1981 | Loving Arms Guitar Man | — | — | — | UK47 (6 Wo.)UK | —[Country: ↑] | Country8 (15 Wo.)Country | — | — | |                                                                                      |
| 1982 | The Sound of Your Cry RCA 232 (UK) Elvis Aron Presley                                                                          | — | — | — | UK59 (2 Wo.)UK | — | — | — | — | |                                                                                      |
| 1982 | The Elvis Medley RCA PB-13351 The Elvis Medley                                                                                 | — | — | — | UK51 (3 Wo.)UK | US71 (7 Wo.)US | Country31 (12 Wo.)Country | — | A. C.31 (8 Wo.)A. C. | Erstveröffentlichung: November 1982 in UK erst 1985 platziert |                                                                                      |
| 1983 | Baby I Don’t Care RCA 332 (UK) I Was the One                                                                                   | — | — | — | UK61 (3 Wo.)UK | — | — | — | — | |                                                                                      |
| 1983 | I Can Help RCA 369 (UK) Today                                                                                                  | — | — | — | UK30 (9 Wo.)UK | — | — | — | — | Erstveröffentlichung: 4. November 1983 |                                                                                      |
| 1984 | The Last Farewell RCA 459 (UK) Elvis Presley: A Golden Celebration                                                             | — | — | — | UK48 (6 Wo.)UK | — | — | — | — | |                                                                                      |
| 1991 | Are You Lonesome Tonight? (Live) RCA PB-49177 (UK) Collector’s Gold                                                            | — | — | — | UK68 (2 Wo.)UK | — | — | — | — | |                                                                                      |
| 1995 | The Twelfth of Never RCA 74321-32012-7 (UK) Walk a Mile in My Shoes: The Essential ’70s Masters                                | — | — | — | UK21 (3 Wo.)UK | — | — | — | — | |                                                                                      |
| 2001 | America the Beautiful RCA 74321-90402-2 (UK) –                                                                                 | — | — | — | UK69 (1 Wo.)UK | — | — | — | — | |                                                                                      |
| 2002 | A Little Less Conversation (Remix) vs. JXL RCA 60555 ELV1S: 30 #1 Hits                                                         | DE8 (20 Wo.)DE | AT3 Gold · (22 Wo.)AT | CH1 Platin · (31 Wo.)CH | UK1 ×2Doppelplatin · (16 Wo.)UK | US50 Gold · (9 Wo.)US | — | — | — | Erstveröffentlichung: 10. Juni 2002 Remix von JXL, Original von 1968; 2005 in UK erneut auf Platz 3 |                                                                                      |
| 2003 | Rubberneckin’ (Paul Oakenfold Remix) RCA 54218 ELV1S: 2nd to None                                                              | DE51 (5 Wo.)DE | AT23 (8 Wo.)AT | CH19 (9 Wo.)CH | UK5 (8 Wo.)UK | US94 (2 Wo.)US | — | — | — | Erstveröffentlichung: 8. September 2003 Remix von Paul Oakenfold, Original von 1969 |                                                                                      |
| 2008 | I’ll Be Home for Christmas Christmas Duets                                                                                     | — | — | — | — | — | Country54 (5 Wo.)Country | — | — | mit Carrie Underwood |                                                                                      |
| 2008 | Blue Christmas Christmas Duets                                                                                                 | — | — | — | — | — | Country36 (4 Wo.)Country | — | A. C.22 (3 Wo.)A. C. | mit Martina McBride |                                                                                      |
| 2013 | O Come All Ye Faithful Syco Music GBHMU1000054 (UK) Home for Christmas                                                         | — | — | — | UK48 (1 Wo.)UK | — | — | — | — | mit Susan Boyle |                                                                                      |
| Folgende Lieder erschienen nicht als Single, wurden aber durch das Album zum Download und Streaming bereitgestellt und konnten somit eine Platzierung erlangen: | | | | | | | | | | |                                                                                      |
| | | | | | | | | | | |                                                                                      |
| 2023 | Here Comes Santa Claus Elvis’ Christmas Album                                                                                  | — | — | CH100 (1 Wo.)CH | UK— SilberUK | — | — | — | — | Charteinstieg: 31. Dezember 2023 |                                                                                      |

grau schraffiert: keine Chartdaten aus diesem Jahr verfügbar

## Videoalben
| Jahr | Titel                           | Höchstplatzierung, Gesamtwochen, AuszeichnungChartsChartplatzierungen (Jahr, Titel, Platzierungen, Wochen, Auszeichnungen, Anmerkungen) | Anmerkungen                              |
| Jahr | Titel                           | UK | Anmerkungen                              |
| ---- | ------------------------------- | --- | ---------------------------------------- |
| 1991 | The ’68 Comeback Special        | UK1 (130 Wo.)UK | Erstveröffentlichung: 1991               |
| 2002 | The Ultimate Collection         | UK1 (24 Wo.)UK | Erstveröffentlichung: 12. August 2002    |
| 2004 | Aloha from Hawaii               | UK1 (98 Wo.)UK | Erstveröffentlichung: 21. Juni 2004      |
| 2005 | The Elvis Collection            | UK5 (214 Wo.)UK | Erstveröffentlichung: 30. September 2005 |
| 2007 | Elvis Lives – Live From Memphis | UK1 (76 Wo.)UK | Erstveröffentlichung: 23. Februar 2007   |
| 2018 | The Searcher                    | UK1 (… Wo.)UK | Erstveröffentlichung: 19. November 2018  |

## Statistik

### Chartauswertung
|                     | DE     | AT     | CH     | UK      | US      | Country          |
| ------------------- | ------ | ------ | ------ | ------- | ------- | ---------------- |
| Nummer-eins-Alben   | DE1DE  | AT3AT  | CH1CH  | UK13UK  | US10US  | Country7Country  |
| Top-10-Alben        | DE7DE  | AT11AT | CH6CH  | UK51UK  | US27US  | Country39Country |
| Alben in den Charts | DE55DE | AT40AT | CH42CH | UK134UK | US131US | Country77Country |

|                       | DE     | AT    | CH     | UK      | US      | Country          | R&B      | A. C.        |
| --------------------- | ------ | ----- | ------ | ------- | ------- | ---------------- | -------- | ------------ |
| Nummer-eins-Singles   | DE1DE  | AT—AT | CH1CH  | UK18UK  | US14US  | Country9Country  | R&B5R&B  | A. C.7A. C.  |
| Top-10-Singles        | DE10DE | AT3AT | CH2CH  | UK58UK  | US38US  | Country27Country | R&B24R&B | A. C.31A. C. |
| Singles in den Charts | DE46DE | AT7AT | CH14CH | UK117UK | US138US | Country63Country | R&B33R&B | A. C.48A. C. |

|                          | UK    |
| ------------------------ | ----- |
| Nummer-eins-Videoalben   | UK5UK |
| Top-10-Videoalben        | UK6UK |
| Videoalben in den Charts | UK6UK |

### Auszeichnungen für Musikverkäufe
| Land/RegionAuszeichnungen für Musikverkäufe (Land/Region, Auszeichnungen, Verkäufe, Quellen) | Silber       | Gold         | Platin         | Diamant  | Verkäufe    | Quellen                                                                           |
| -------------------------------------------------------------------------------------------- | ------------ | ------------ | -------------- | -------- | ----------- | --------------------------------------------------------------------------------- |
| Argentinien (CAPIF)                                                                          | —            | Gold1        | 2× Platin2     | —        | 110.000     | capif.org.ar AR2                                                                  |
| Australien (ARIA)                                                                            | —            | 10× Gold10   | 38× Platin38   | —        | 1.945.000   | aria.com.au                                                                       |
| Belgien (BRMA)                                                                               | —            | 3× Gold3     | Platin1        | —        | 115.000     | ultratop.be                                                                       |
| Brasilien (PMB)                                                                              | —            | —            | 2× Platin2     | —        | 250.000     | pro-musicabr.org.br                                                               |
| Dänemark (IFPI)                                                                              | —            | 4× Gold4     | 6× Platin6     | —        | 385.000     | ifpi.dk DK2 (Memento vom 5. Oktober 2002 im Internet Archive)                     |
| Deutschland (BVMI)                                                                           | —            | 5× Gold5     | 4× Platin4     | —        | 5.300.000   | musikindustrie.de                                                                 |
| Europa (IFPI)                                                                                | —            | —            | 4× Platin4     | —        | (4.000.000) | ifpi.org (Memento vom 1. Januar 2014 im Internet Archive)                         |
| Finnland (IFPI)                                                                              | —            | 3× Gold3     | 2× Platin2     | —        | 191.529     | ifpi.fi                                                                           |
| Frankreich (SNEP)                                                                            | Silber1      | 14× Gold14   | 3× Platin3     | —        | 2.465.000   | infodisc.fr snepmusique.com                                                       |
| Griechenland (IFPI)                                                                          | —            | Gold1        | —              | —        | 10.000      | Einzelnachweise                                                                   |
| Irland (IRMA)                                                                                | —            | —            | Platin1        | —        | 15.000      | irishcharts.ie                                                                    |
| Italien (FIMI)                                                                               | —            | 4× Gold4     | 2× Platin2     | —        | 213.000     | fimi.it                                                                           |
| Japan (RIAJ)                                                                                 | —            | Gold1        | Platin1        | —        | 300.000     | riaj.or.jp                                                                        |
| Kanada (MC)                                                                                  | —            | 8× Gold8     | 29× Platin29   | —        | 2.925.000   | musiccanada.com                                                                   |
| Mexiko (AMPROFON)                                                                            | —            | 2× Gold2     | —              | —        | 105.000     | amprofon.com.mx                                                                   |
| Neuseeland (RMNZ)                                                                            | —            | 13× Gold13   | 15× Platin15   | —        | 430.000     | aotearoamusiccharts.co.nz NZ2 (Memento vom 24. Juli 2011 im Internet Archive) NZ3 |
| Niederlande (NVPI)                                                                           | —            | 2× Gold2     | 5× Platin5     | —        | 555.000     | nvpi.nl                                                                           |
| Norwegen (IFPI)                                                                              | —            | —            | 2× Platin2     | —        | 90.000      | ifpi.no (Memento vom 5. November 2012 im Internet Archive)                        |
| Österreich (IFPI)                                                                            | —            | 10× Gold10   | 4× Platin4     | —        | 250.000     | ifpi.at                                                                           |
| Polen (ZPAV)                                                                                 | —            | —            | Platin1        | —        | 40.000      | olis.pl                                                                           |
| Portugal (AFP)                                                                               | —            | Gold1        | Platin1        | —        | 60.000      | Einzelnachweise                                                                   |
| Schweden (IFPI)                                                                              | —            | 6× Gold6     | 4× Platin4     | —        | 370.000     | sverigetopplistan.se                                                              |
| Schweiz (IFPI)                                                                               | —            | 2× Gold2     | 3× Platin3     | —        | 185.000     | hitparade.ch                                                                      |
| Spanien (Promusicae)                                                                         | —            | 3× Gold3     | 4× Platin4     | —        | 450.000     | elportaldemusica.es ES2                                                           |
| Ungarn (MAHASZ)                                                                              | —            | Gold1        | —              | —        | 25.000      | slagerlistak.hu                                                                   |
| Vereinigte Staaten (RIAA)                                                                    | —            | 77× Gold77   | 184× Platin184 | Diamant1 | 195.200.000 | riaa.com                                                                          |
| Vereinigtes Königreich (BPI)                                                                 | 33× Silber33 | 35× Gold35   | 49× Platin49   | —        | 24.813.000  | bpi.co.uk                                                                         |
| Insgesamt                                                                                    | 34× Silber34 | 206× Gold206 | 367× Platin367 | Diamant1 |             |                                                                                   |